# Seigneurie de Carpi
1336–1527
La seigneurie de Carpi (signoria di Carpi, ou signoria dei Pio en italien) était une seigneurie souveraine de l'Italie médiévale et de la Renaissance, qui exista entre 1336 et 1527.

## Histoire

### Les origines de la seigneurie de Carpi

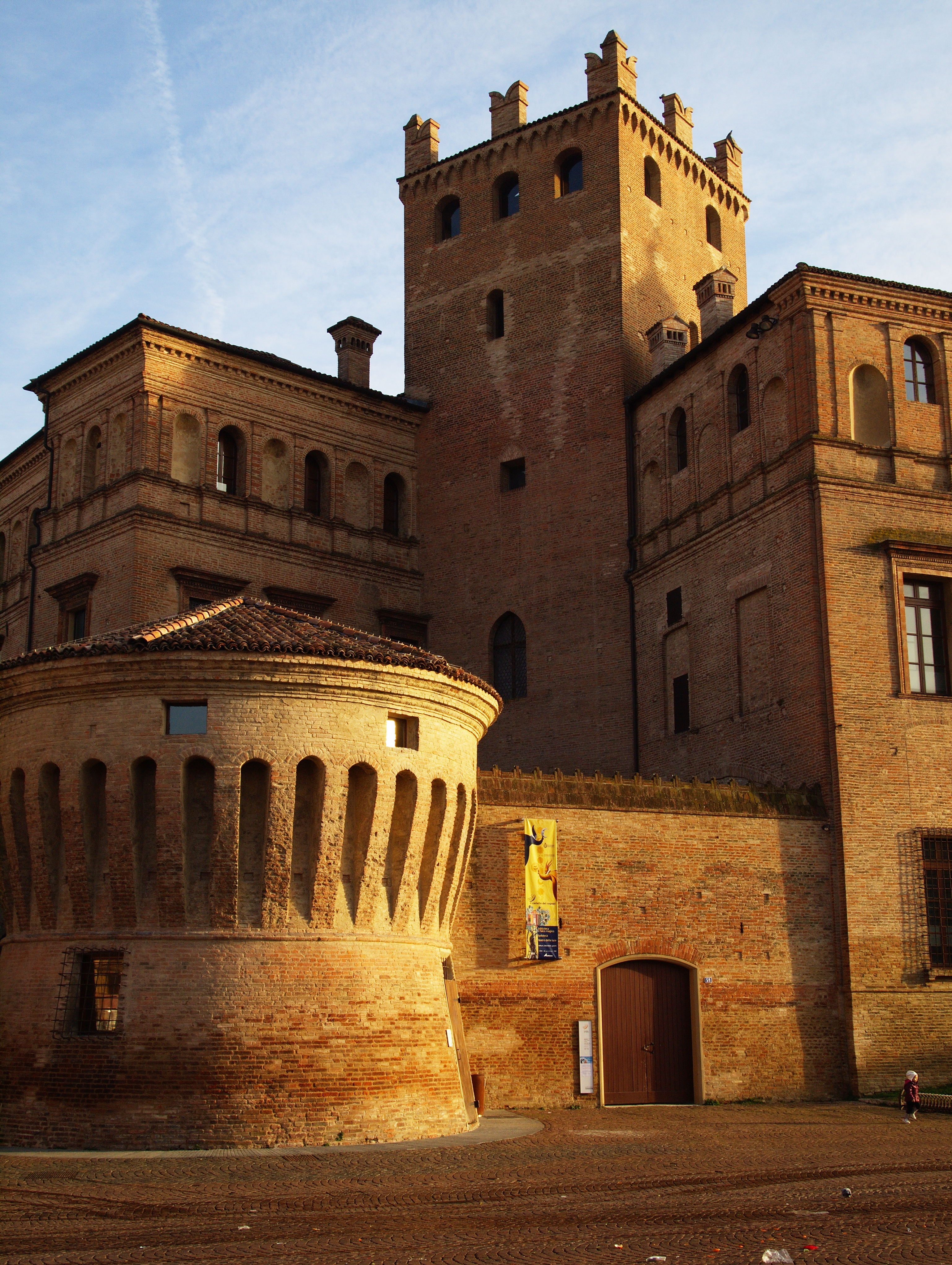
Le Palais des Pio, résidence des seigneurs de Carpi.

Au début du XIVe siècle, Carpi dépendait du marquisat de Modène.
Modène était depuis 1311 entre les mains des Gibelins. Francesco Pico della Mirandola avait été nommé cette année-là vicaire impérial de la ville. Il fut battu et capturé à Baggiovara le 8 juillet 1312 par les Bolonais, alliés des Guelfes de Modène exilés. La faction gibeline de la ville s’empressa alors de désigner le 24 juillet suivant Rinaldo (dit Passerino) Bonacolsi, vicaire impérial de Mantoue, comme seigneur de la cité pour éviter que les Guelfes reprennent le pouvoir.
Francesco Pico ayant finalement été libéré, des dissensions apparurent au sein du camp gibelin entre Francesco Pico lui-même et le nouveau seigneur de Modène, Passerino Bonacolsi. Francesco et son fils Prendiparte Pico finirent par chasser de Modène Bonacolsi le 18 janvier 1318. Francesco recouvra le pouvoir sur la cité, mais sans le titre de vicaire impérial. C’est à l’occasion de cet évènement qu’apparaît Manfredo Pio, qui appartenait à une ancienne famille gibeline de la ville. Il est mentionné comme ayant aidé les Pico della Mirandola à chasser le vicaire de Mantoue.
Cependant, il se retourna rapidement contre les Pico et prit le parti de Bonacolsi. En mai 1319, il s’empara avec son cousin Guido Pio et avec des membres de la famille Papazzoni de la cité de Carpi qui était dirigée par un certain Zaccaria Tosabecchi, fidèle des Pico, qui fut fait prisonnier. En septembre de cette même année, Francesco Pico della Mirandola mit le siège devant les murs de la cité pour la récupérer. Le siège dura trois semaines mais Manfredo reçut le soutien de Giberto, seigneur de Correggio qui était à la tête de nombreuses troupes de Bologne et de Romagne. Le siège échoua et Manfredo conserva Carpi.
Profitant de l’absence de Francesco Pico qui menait ce siège à Carpi, Passerino Bonacolsi s’empara à nouveau du pouvoir à Modène à la fin de cette année 1319. Reniant ses engagements de paix, il fit arrêter Francesco et ses deux fils Tommasino et Prendiparte le 27 novembre 1321. Il les enferma dans la forteresse du château de Modène et les y laissa mourir de faim. Cette même année 1321, Manfredo Pio rendit Carpi à Bonacolsi.
En juin 1327, Passerino Bonacolsi perdit définitivement Modène, chassé par la population de la ville. Il retourna à Mantoue. L’année suivante Manfredo Pio s’empara du pouvoir. Lui et son cousin Guido furent nommés vicaires impériaux à Modène par l’empereur Louis de Bavière le 25 décembre 1329.
Le 24 avril 1330, Manfredo remporta une victoire à Formigine contre une armée guelfe et fit prisonnier le général de cette armée, Bertrando del Balzo. Cette même année 1330, le roi Jean de Bohême descendit en Italie. Manfredo se rendit à Brescia pour lui rendre hommage. De retour à Modène, il le fit proclamer seigneur de la ville par le Conseil général. Cependant, Jean de Bohême suivit en Italie le parti du Pape et des Guelfes. Manfredo et Guido Pio, confirmés par l’empereur Louis IV comme vicaires impériaux à Modène avec des privilèges élargis, reprirent la lutte contre les Guelfes. Manfredo vainquit le 25 novembre 1332 à San Felice une armée commandée par Giovanni da Camposampiero et Charles de Bohême, fils du roi Jean.
Mais en 1335, Modène et Carpi furent assiégées par Rinaldo d’Este, de l’ancienne Maison des marquis de Modène, qui entendait recouvrer son héritage, et ses alliés Alberto II della Scala, coseigneur de Vérone, et Guy de Gonzague, fils du seigneur de Mantoue Louis de Gonzague. Devant une telle coalition, et craignant un soulèvement populaire, Manfredo Pio signa le 17 avril 1336 un accord dans le château de Vérone. Il cédait Modène à Obizzo et Niccolò d’Este. En échange, il reçut 28000 florins et il lui fut reconnu, pour lui et ses descendants, la propriété de la seigneurie de Carpi, qui fut ainsi détachée du marquisat de Modène. Manfredo remit les insignes de la cité de Modène à Obizzo d’Este dans cette ville en mai suivant. Son cousin Guido reçut la seigneurie de San Felice mais mourut presqu’aussitôt sans héritier (31 mai 1336) et cette seigneurie fit retour aux Este.

### Deux siècles d'indépendance

#### Manfredo

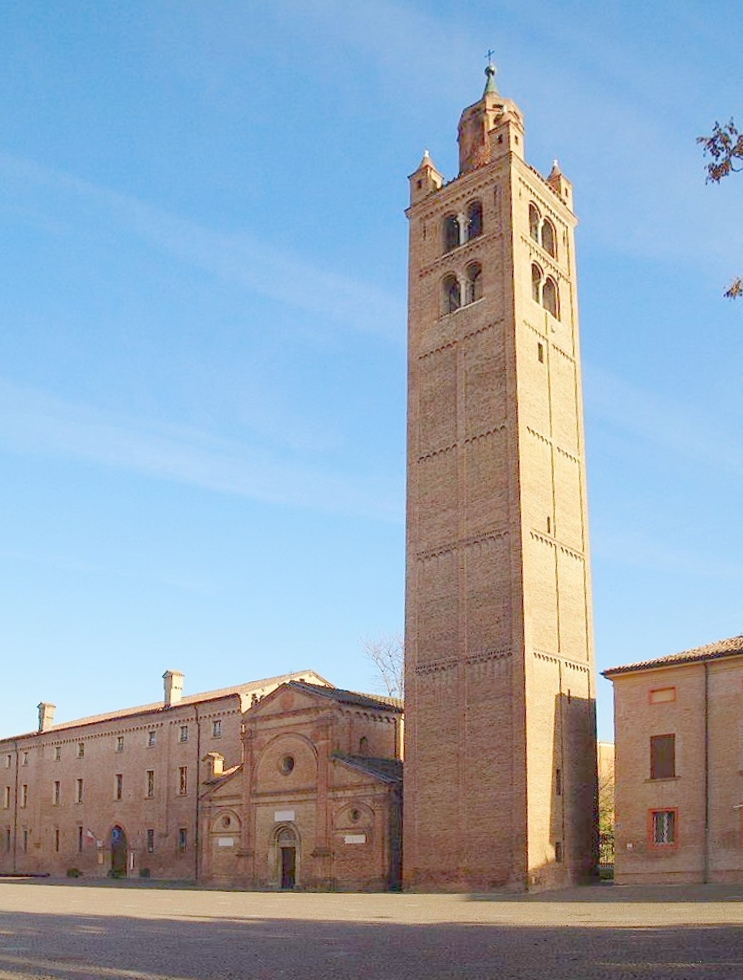
L'église de La Sagra et son campanile. Le sarcophage de marbre dans lequel repose Manfredo Pio se trouve dans cette église.

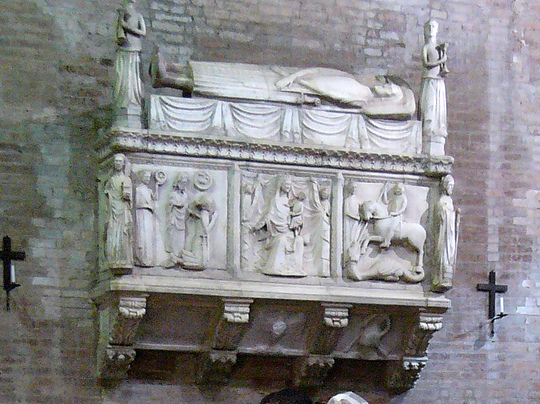
Sarcophage de marbre de Manfredo Pio, par Sibellino da Caprara, église de La Sagra, Carpi, 1351.

Durant les deux siècles d’existence de la seigneurie de Carpi en tant qu’entité politique souveraine, les Pio participèrent aux intrigues et conflits qui se déroulèrent dans cette région de l’Italie.
À partir de 1336, Manfredo fit de longs séjours à la cour des Scaliger de Vérone, ses nouveaux alliés. En 1344, alors qu’il raccompagnait à Modène Obizzo d’Este, qui venait de prendre possession de la seigneurie de Parme, il fut fait prisonnier par Filippo de Gonzague, vicaire impérial de Reggio, qui redoutait d’être enclavé dans les vastes possessions des Este. Il fut rapidement libéré.
Manfredo mourut à Carpi le 12 septembre 1348. Il fut inhumé dans l’église Matrice, appelée aujourd’hui Santa Maria in Castello, ou encore La Sagra. Il repose dans un sarcophage en marbre réalisé en 1351 par Sibellino da Caprara, qui existe toujours.
Manfredo avait épousé Fiandrina, ou Franchina, fille d’un certain Gandolfo de’ Brocchi. De cette union, il avait eu une fille, Agnese, et un fils, Galasso, qui lui succéda dans la seigneurie de Carpi.

#### GalassoIer
Au début de sa seigneurie, Galasso Ier Pio continua à suivre la politique d’alliance avec les Este qu’avait menée son père. En 1352, il fut créé chevalier par le marquis Obizzo III d'Este, en même temps que Lanfranco Rangoni et Ugolino da Savignano. Mais en 1354, lorsque les Visconti engagèrent une guerre contre Feltrino de Gonzague, seigneur de Reggio, il suivit leur parti. Et lorsque les Este, tout comme d’ailleurs les da Carrara, seigneurs de Padoue, les della Scala, seigneurs de Vérone, ainsi que les Vénitiens, soutinrent Feltrino de Gonzague, il se rebella ouvertement contre eux et confirma son alliance avec les Visconti. Il confia la garde de Carpi à son oncle Bernardino Pio. Ses troupes joignirent celles des Milanais, commandées par Francesco Castracani et Albizzo degli Ubaldini, alors que ceux-ci entreprenaient le siège de Campogalliano, aux environs de Modène, place défendue par Aldobrandino Rangoni. Ce siège échoua. Les troupes milanaises occupèrent alors divers châteaux et désolèrent la campagne environnante. Les Este déclarèrent Galasso rebelle. La coalition guelfe ravagea la seigneurie de Carpi.
Galasso vécut alors en exil. En 1355, Matteo II Visconti le choisit comme cocapitaine du Peuple de Bologne avec Giovanni da Oleggio. Matteo Visconti n’avait aucune confiance en ce dernier et comptait sur Galasso pour le surveiller. Mais en avril, Giovanni da Oleggio s’empara de la seigneurie de Bologne et Galasso dut quitter la ville et se réfugier dans le château de Lugo. Par la suite, il continua à servir militairement les Visconti. En juin 1357, il pénétra dans le territoire de Modène à la tête de 2000 cavaliers et de multiples hommes à pied et fit de nombreux dommages. Il rencontra une résistance significative à Marsaglia, puis dévasta le territoire de Sassuolo où il détruisit les récoltes. En juillet, il arriva à Calcara par la route de Piumazzo et mit en difficulté Giovanni da Oleggio. Mais il dut diviser son armée en deux et envoyer la moitié de celle-ci en soutien dans sa seigneurie de Carpi, attaquée par des troupes des marquis d'Este. Carpi sera à nouveau attaquée en janvier 1358.
En juin 1358, la paix entre les Visconti et les Este fut conclue à Milan. En septembre, Galasso se rendit à Ferrare pour confirmer cette paix, dans le palais d'Aldobrandino III d'Este, où était présent notamment Giberto da Correggio. À cette occasion, il rendit aux Este le château de Campogalliano qu’il avait fini par occuper pendant la guerre. En échange, on lui rendit sa seigneurie de Carpi et on lui reconnut les droits qui avaient été concédés à son père. On lui reconnut également le droit de construire une tour sur le fleuve Secchia et de creuser un canal depuis ce fleuve pour arroser Carpi. Afin de garantir la bonne exécution de ce traité de paix, il dut laisser deux de ses fils comme otages auprès d'Aldobrandino. Cette concorde dura peu de temps. Les hostilités reprirent entre les Visconti et leurs ennemis. Galasso prit à nouveau le parti des Milanais et réoccupa Campogalliano en 1361. Défait militairement près de Solara en avril 1363, il finit par s'associer à la nouvelle paix conclue en septembre de cette même année.
Galasso Ier mourut le 13 mars 1367. Il laissa à la cité de Carpi ses premiers statuts. De son mariage en 1311 avec Beatrice da Correggio, fille d’Alberto, comte de Correggio et veuve d’Alboino della Scala, seigneur de Vérone, il eut sept enfants. Seuls deux d’entre eux, Giberto Ier et Marsiglio, héritèrent de la seigneurie de Carpi. On ignore pourquoi les autres fils furent exclus de cette succession.

#### GibertoIeret Marsiglio
Du vivant de leur père, les deux nouveaux seigneurs de Carpi avaient suivi la même alliance milanaise. Giberto avait servi en 1363 dans l’armée de Bernabò Visconti et Marsiglio avait exercé en 1364 la fonction de podestat de Bergame, ville sous domination milanaise.
Les deux frères participèrent en 1370 à la tentative de Bernabò Visconti de s’emparer de Reggio. La paix fut signée l’année suivante mais le conflit repris dès 1372. C’est à cette date que des dissensions apparurent entre Giberto et Marsiglio. Ce dernier ne continua pas, contrairement à son frère, l’alliance avec les Visconti. En 1374, il se réconcilia avec les Este et les Guelfes. Cette même année, pour le récompenser, les marquis Niccolò et Alberto d’Este l’investirent des fiefs de Limiti, Cortile, San Tommaso et San Zenone della Lama. Ils précisèrent que ces fiefs appartiendraient également à Giberto si celui-ci se réconciliait avec eux. Dans le même temps, ils envoyèrent des troupes pour assiéger Carpi (juin). En novembre, après un long siège de plusieurs mois, Giberto fut contraint d'abandonner l’alliance avec les Visconti. Il promit à son tour d’être fidèle aux Este, en leur faisant même allégeance pour le château de Carpi et pour celui de Novi, ce dernier ayant été concédé aux Pio en 1373 par l’évêque de Reggio contre 50 florins d’or annuels. En 1375, la paix avec les Gibelins fut signée. Marsiglio se rendit en janvier à Bologne où, en son nom et en celui de son frère, il déclara son allégeance à l’Église de Rome et à la Maison d'Este et s’obligea, lui et sa famille, à les défendre de leurs ennemis.
Si les deux frères menèrent désormais chacun une politique pro-guelfes, leurs discordes personnelles redoublèrent. Elles durèrent jusqu’à la fin de l’année 1383, date à laquelle ils signèrent une déclaration d’amitié devant le marquis Niccolò II d’Este. Marsiglio mourut l’année suivante. Il ne laissait qu’un fils naturel, Nolfo. Giberto resta donc le seul maître de la seigneurie de Carpi, ainsi que des fiefs relevant du marquisat de Modène concédés par les Este.
Giberto est mentionné en 1386 comme ambassadeur du comte d’Urbino auprès des Florentins, pour résoudre un litige né entre les deux partis à la suite de l'occupation du château de Cantiano par Francesco Gabrielli da Gubbio, protégé des Florentins. En août 1387, il obtint de l’empereur Venceslas l’investiture de la seigneurie de Carpi, du château de Novi et des villes de Fossoli, Gorgatello, San Stefano et Rovereto. Cette investiture clarifia le statut de la seigneurie. En effet, les marquis de Modène avaient pendant longtemps revendiqué des droits suzerains sur celle-ci. Désormais, le caractère souverain de la seigneurie de Carpi fut bien établi.

#### AlbertoIeret MarcoIer

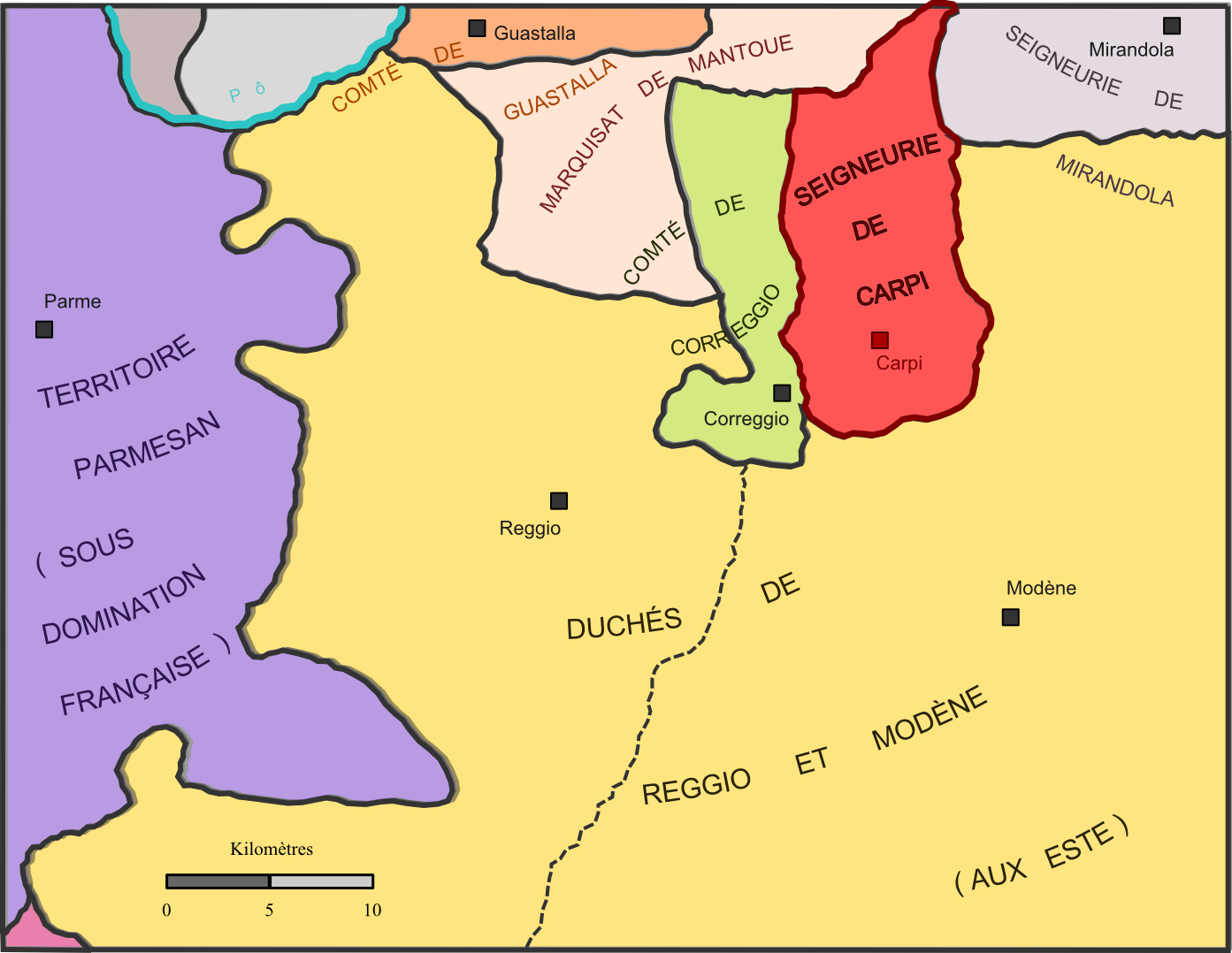
La seigneurie de Carpi (en rouge) et les États voisins vers 1500.

Giberto mourut à son tour en 1389. Il laissait plusieurs fils. Tous héritèrent des fiefs relevant du marquisat de Modène, mais seuls deux d’entre eux, Alberto Ier et Marco Ier, héritèrent de la seigneurie de Carpi. Ceux-ci étaient mineurs lorsqu’il succédèrent à leur père. La deuxième épouse de Giberto et mère de Marco, Taddea Fieschi, exerça la régence de 1389 à 1390. C’est à ce titre qu’elle contresigna en 1390 le traité de paix entre les Florentins et les Este, les Pio ayant été liés à ces derniers dans ce conflit.
En 1392, Marco Pio reçut de l’Église de Reggio l’investiture du fief de Novi. En 1394, il reçut de Niccolò III d’Este le fief de Camposanto, dépendant du marquisat de Ferrare, que ses descendants restitueront aux Este en 1470. En 1395, durant la minorité de celui-ci, il occupa les châteaux de Spezzano et Formigine, sur lesquels il prétendit avoir des droits. Pour investir ces places, il profita non seulement de la situation de minorité de Niccolò III d’Este mais aussi de l'instabilité politique dans le marquisat de Modène, générée par l’opposition d’Azzo X d’Este à Niccolò, qui contestait les droits de ce dernier sur le marquisat en lui reprochant sa bâtardise.
Marco Ier avait épousé Taddea, fille de Cabrino Roberti, noble de Modène, et de Margherita del Sale. En 1400, les Roberti fomentèrent une conjuration contre les Este. Elle échoua et Alberto Roberti, frère de Taddea, ainsi que Margherita del Sale furent décapités. Le seigneur de Carpi fut emprisonné. Le Conseil de régence du marquisat de Modène le soupçonna d’avoir pris parti pour sa parentèle et pour Azzo d’Este, que ce même Conseil pensait être à l’origine de la conjuration, et avec lequel il entretenait des relations d’amitié. Par ailleurs, l’occupation en 1395 des châteaux de Spezzano et Formigine était encore dans les mémoires et ce souvenir ne plaidait pas en sa faveur. Marco Ier fut finalement libéré en 1402.
De son côté, Alberto Ier mena une carrière de condottiere. Au service de Gian-Galeazzo Visconti, il aida Giovanni Bentivoglio à s’emparer de Bologne en mars 1401. Lorsque le duc de Milan se retourna contre le nouveau seigneur de Bologne l’année suivante, Alberto Ier combattit contre ce dernier, aux côtés d’Alberico da Barbiano. En février, il assiégea la forteresse de Pieve di Cento, aux mains de la famille Gozzadini, et occupa Cento. Mais, alors qu’il conduisait avec Marcoardo della Rocca une troupe de 400 cavaliers, il fut fait prisonnier par une armée bolonaise à Massumatico. Libéré peu après, il participa en juin à la bataille de Casalecchio di Reno. Les Bolonais ayant été vaincus, la population de Bologne massacra Giovanni Bentivoglio. Les Milanais entrèrent dans la cité et Alberto Ier y fut armé chevalier par Francesco de Gonzague, seigneur de Mantoue. Lorsque Gian-Galeazzo Visconti mourut, Alberto Ier quitta le service des Milanais pour prendre celui de leur adversaire, la Ligue pontificale dirigée par le cardinal Baldassarre Cossa et par Niccolò III d’Este. Il assista notamment en juin 1403, dans la cathédrale de Ferrare, à la remise à Niccolò III du bâton de capitaine général de la Ligue.
Niccolò III d’Este ne sembla pas avoir tenu rigueur aux Pio de l'affaire de la conjuration des Roberti. En mars 1405 en effet, il concéda ou renouvela la concession, à Marco Ier, Alberto Ier ainsi qu'à leurs frères, de nombreux fiefs : Marano, Spezzano, Formigine, Soliera, Guiglia, Rocchetta, Brandola, Mocogno, Montese, Meterastello (ou Montecastello), ainsi que les places autrefois détenues par la famille Zaccheri et les forteresses autrefois détenues par la famille Malatigni, Ranocchio, Bibone, Marzo, Sasso di Verica, Samone et Maranello. À cette occasion, la promesse faite par les Pio en 1374 d’être fidèles aux Este fut renouvelée, y compris en tant que seigneurs de Carpi et possesseurs de Novi.
En 1406, Marco Ier et Alberto Ier furent inscrits, ainsi que leurs frères, dans le livre d’or de la noblesse vénitienne.
Par la suite, Alberto Ier est mentionné comme ayant fait arrêter en janvier 1407 à Carpi des familiers de la puissante famille guelfe de Bologne Gozzadini, alors même qu’il leur avait octroyé des sauf-conduits pour pénétrer sur le territoire de la seigneurie. Pendant l’été 1408, il prit parti pour Ottobono Terzi, maître de Parme, contre  Niccolò III d’Este, alors que ces deux seigneurs étaient en guerre. Il contraignit les troupes de ce dernier, qui assiégeaient la forteresse de Gemola (ou Gomola) nel Frignano, à lever le siège et obtint en récompense l’investiture de cette place. Peu après il occupa le château de Brandola, dont il avait été investi en 1405, pour faire face à la menace de Niccolò et Alberguccio Montecuccoli qui ambitionnaient de s’en emparer. En août 1409, il dut à nouveau venir au secours des défenseurs de Gemola pour faire lever un nouveau siège installé par Francesco da Sassuolo.
Alberto Ier mourut sans enfants en 1412. Son frère Marco resta donc seul seigneur de Carpi. En 1413, l’empereur Venceslas lui renouvela l’investiture de la seigneurie.
En 1418, Marco Ier associa ses quatre fils en tant que coseigneurs de Carpi. L’un d’entre eux, Giovanni, mourut presqu’aussitôt, encore jeune. Son père le suivit dans la tombe, à Ferrare, cette même année 1418. Il avait eu le temps de placer sous la protection de Niccolò III d’Este ses trois fils subsistants, Alberto II, Giberto II et Galasso II.

#### Alberto II, Giberto II et Galasso II

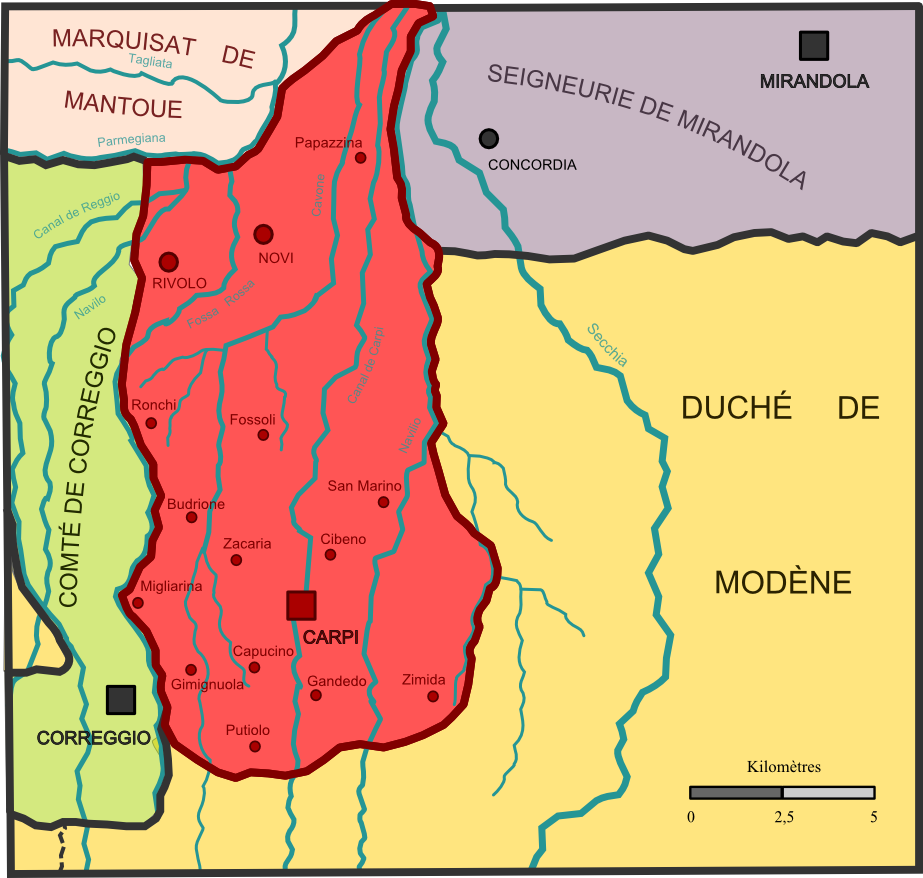
La seigneurie de Carpi vers 1500 (détail).

Les trois fils survivants de Marco Ier étaient en bas âge à la mort de leur père. La seigneurie de Carpi fut administrée par les Este en attendant leur majorité.
Alberto II est celui des trois frères qui est le mieux connu. D’abord protonotaire apostolique et abbé de Sant’ Antonio à Carpi, il renonça à l’état ecclésiastique en octobre 1428. Il obtint cependant un canonicat à Modène en 1429. Il entama alors une carrière de condottiere, comme son oncle homonyme avant lui. En 1437, il fut confirmé comme seigneur de Carpi. À partir de cette date, il entra au service des Visconti de Milan. C’est à ce titre qu’en septembre 1440 il escorta entre Milan et Ferrare Bianca-Maria Visconti, qui devait épouser Francesco Sforza. Cependant en juin 1443, alors qu’il était dans les environs de Cento à la tête de 200 chevaux de sa compagnie, il aida les Bolonais révoltés contre les Milanais. Il repoussa une attaque du condottiere Luigi Dal Verme qui voulait s’emparer de Ludovico Bentivoglio. Mais il retourna presqu’aussitôt au service du duc de Milan et en octobre de la même année, il réunit des troupes dans sa seigneurie de Carpi pour affronter, aux côtés de Luigi Dal Verme et de Cervato da Caravaggio, celles d’Annibale Bentivoglio, prince de Bologne. Lorsque la paix fut signée, il obtint le château de San Giovanni in Persiceto.
On le retrouve en juin 1446 à Castelfranco Emilia, aux côtés de Guillaume de Montferrat, à la tête d’un détachement de 500 cavaliers et 200 hommes à pied, dans la guerre que menait le duc de Milan contre la république de Venise. Mais le mois suivant, les deux capitaines firent défection par haine de Charles de Gonzague, et remirent aux Vénitiens le château de San Giovanni in Persiceto (mais gardèrent ceux de Serravalle  et Montebudello). Revenu au service des Milanais, il vint en mars 1447 dans le Crémonais soutenir Foschino Attendolo qui était menacé par les Vénitiens, le condottiere Francesco Sforza s’étant rallié à eux. En août de cette même année 1447 il alla prêter main-forte à la faction des Canedoli, opposée aux Bentivoglio qui régnaient à Bologne. Mais attaqué dans ses terres par Gregorio d’Anghiari, il dut composer avec les Bentivoglio et chasser de la seigneurie de Carpi ses alliés qui s'y étaient installés.
Après la mort du dernier duc de Milan de la famille Visconti, Filippo-Maria, survenue le 13 août 1447, Alberto II abandonna définitivement le service des Milanais pour prendre celui du roi de Naples Alphonse d’Aragon. La succession du duché de Milan provoqua toutes les ambitions. Alphonse d’Aragon, qui avait été l’allié de Filippo-Maria Visconti, renvoya Alberto dans le Milanais, via le Parmesan, à la tête d’une armée de 800 cavaliers et 400 hommes à pied. Celui-ci arriva en septembre à Borgo San Donnino. La République ambrosienne avait été proclamée à Milan. Son gouvernement était de tendance gibeline et viscontienne à sa création. Certaines villes du duché, comme Pavie, n'avaient pas accepté ce gouvernement et revendiquèrent leur indépendance. C'est dans ce contexte qu'Alberto pilla la place de Mirabello, à Pavie, ainsi que d’autres châteaux. À Castell'Arquato, il fit prisonniers 300 hommes qui lui barraient le passage. Il finit par rentrer dans ses terres chargé de butin.
En mai 1448, le pouvoir ayant changé de camp au sein de la République ambrosienne, Alberto II appuya dans le Parmesan Niccolò Terzi, allié des Vénitiens. À partir de juillet de cette même année, il retourna soutenir la faction des Canedoli dans leur lutte contre les Bentivoglio. Ce mois là, il les aida à pénétrer dans Piumazzo. En août, il dut restituer aux Bolonais les châteaux de Serravalle et Mezzobudello. En septembre, il soutint Ludovico et Baldassarre Canedoli lorsqu’ils s’emparèrent de Crevalcore. Le mois suivant, alors qu’il escortait un convoi de vivres à destination de cette place, il tomba dans une embuscade tendue par Scariotto da Faenza et par Astorre II Manfredi, ce dernier étant seigneur de Faenza et allié des Bentivoglio. Il ne dut son salut qu’à la fuite, alors que les Canedoli et tous leurs hommes furent faits prisonniers. Alberto II quitta Crevalcore en janvier 1449.
En avril de cette même année, le marquis de Modène Lionello d’Este l’envoya dans le Piémont pour aider Francesco Sforza qui était en lutte contre le duc Louis Ier de Savoie. Alberto II joignit ses troupes (800 cavaliers et 300 hommes à pied) à celles des condottieres Bartolomeo Colleoni et Corrado da Fogliano. Ils affrontèrent les troupes de Savoie commandées par Jean de Compey mais reçurent l’ordre de ne pas traverser la Sesia, ce qui limita leur action. Alors que Colleoni se rendit ensuite en Lombardie pour assiéger Vigevano, le seigneur de Carpi resta dans le Piémont, dans les environs de Novare. Cependant, comme il ne recevait plus aucun argent du marquis de Modène en paiement de ses services, il passa à l’ennemi et rejoignit les troupes du duc de Savoie. Ce dernier lui donna le commandement d’une troupe de 300 cavaliers et 500 hommes à pied. L’année suivante, en 1450, le duc lui concéda par un diplôme honorifique, à lui et à sa descendance, ainsi qu’à son frère Galasso II, aux fils de son autre frère Giberto II, et à leurs descendances respectives, le privilège d’ajouter à leur nom celui des Savoie (à partir de cette date les seigneurs de Carpi porteront le nom Pio di Savoia). Il concéda aux mêmes le privilège d’ajouter à leur blason celui des Savoie, la croix blanche sur fond rouge. Il concéda enfin à Alberto II le fief de San Ciriaco.
Revenu au service des Este, Alberto II assista en octobre 1450 à la cérémonie d’investiture de Borso d'Este comme marquis de Ferrare. Les mois suivants, il mena avec Manfredo da Correggio une armée de 400 cavaliers et 1200 hommes à pied. Il affronta à Garfagnana des troupes de la cité de Lucques et récupéra de nombreux châteaux qui appartenaient aux Este, et dont les Lucquois s’étaient emparés.
En juin 1451, il fut à nouveau employé par la famille Canedoli, bien décidée à chasser Sante Bentivoglio de Bologne. Celle-ci était soutenue par les Vénitiens, qui voulaient à moindre frais détacher Bologne de l’alliance avec Florence et Francesco Sforza, devenu duc de Milan, et contre lequel la Sérénissime était en guerre. Alberto réunit donc 4000 hommes et se rendit avec Romeo Pepoli et Gaspare Canedoli à Borgo Panigale, tout près de Bologne. Il traversa de nuit le fleuve Reno  à Arcoveggio et arriva au matin à Bologne, devant la porte de Galliera. De nombreux hommes passèrent sous la herse qui protégeait le fleuve, après qu’elle eut été soulevée. Alberto lui-même, avec Canedoli et le condottiere Francesco Ghislieri, prit la tête de 300 cavaliers et 300 hommes de troupe et se rendit sur la place centrale de la ville. Là, de violents combats eurent lieu. Angelo Pio di Savoia, fils d’Alberto, trouva la mort (7 juin). Les assaillants finirent par être refoulés hors de la cité.
En mai 1452, Aberto II était à Ferrare, à l’occasion de l’élévation de Borso d'Este à la dignité de duc de Modène par l’empereur. Il escorta le nouveau duc entre Ferrare et Modène.

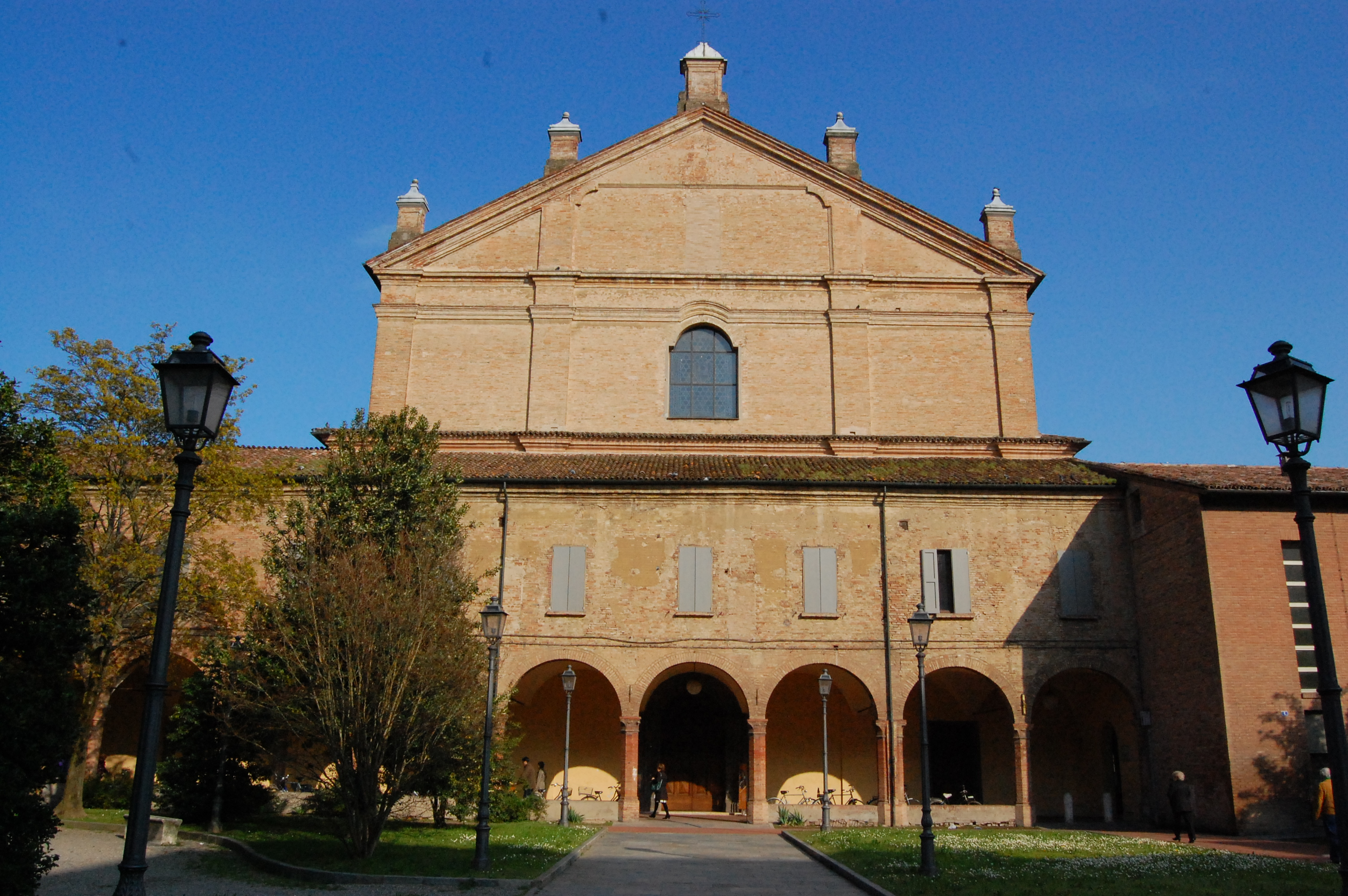
L'église San Niccolò de Carpi, fondée en 1451 par Alberto II et Galasso II.

Il est encore mentionné en 1457 pour avoir contracté, non cette fois-ci en tant que condottiere pour le compte d’une autre puissance, mais en tant que seigneur de Carpi, une alliance avec les Bolonais. Dans le cadre de cette alliance, il commanda les troupes de Bologne pendant cinq années.
Alberto II mourut en 1463 ou 1464.
Alors qu’il avait eu une riche carrière de condottiere, ses frères firent moins parler d’eux. Galasso II est mentionné comme ayant fondé en 1451, d’ailleurs avec ce même frère Alberto, l’église de San Niccolò, dans la cité de Carpi. Il fonda également un couvent pour les Frères Mineurs, juste à côté de cette église. Il obtint pour cela l’approbation du pape Nicolas V. Il est encore mentionné comme étant allé en 1452 à la rencontre de l’empereur Frédéric III, qui était descendu en Italie. À cette occasion, il se vit confirmer la concession du fief de Carpi, pour lui et pour son frère Giberto, ainsi que pour ses neveux Marco et Lodovico, fils de Giberto. Il mourut en 1465.
Quant à Giberto II, il est seulement mentionné comme étant mort le 17 juillet 1466, peut-être les armes à la main. Les circonstances de sa fin ne sont cependant pas clairement établies.

#### La dispersion du pouvoir seigneurial
Les trois frères étaient morts dans un intervalle de trois ans, après avoir exercé le pouvoir sur la seigneurie de Carpi pendant plus de 40 années. Ils laissèrent chacun au moins un héritier avec les droits seigneuriaux sur Carpi. Le pouvoir seigneurial fut ainsi divisé entre neuf cousins de la famille Pio di Savoia.
Alberto II s’était marié avec Camilla Contrari, noble dame de Ferrare. De ce mariage était né notamment Lionello Ier, qui succéda à son père dans la seigneurie de Carpi.
Galasso II avait épousé Margherita d’Este, fille naturelle et légitimée du marquis Niccolò III d’Este, dont il avait eu la quasi-totalité de ses 14 enfants. Parmi ceux-ci, sept devinrent seigneurs de Carpi à sa mort : Gianmarsiglio, Gianludovico, Giancarlo, Gianniccolò, Bernardino, Gianprincivalle et Gianmarco.
Enfin, Giberto II avait épousé en deuxièmes noces Ada da Polenta, fille d’Aldobrandino, de la famille des seigneurs de Ravenne. De ce mariage était né notamment un fils, Marco II. Giberto avait pris la précaution d’associer ce fils au pouvoir seigneurial dès la mort de son frère Galasso II, en 1465. Il craignait probablement que les nouveaux coseigneurs, ses sept neveux, n’évincent son fils lorsque lui-même mourrait.
Lionello Ier et Marco II menèrent une carrière de condottiere, et furent le plus souvent absents de Carpi, au contraire des fils de Galasso II qui résidèrent régulièrement dans la cité.
Lorsqu’il succéda à son père, Marco II avait déjà acquis une certaine expérience comme mercenaire. En juillet 1458, il était rentré au service du seigneur de Rimini, Sigismondo Pandolfo Malatesta, pour commander ses troupes contre celles du duc d’Urbino, Frédéric de Montefeltro, et du condottiere Jacopo Piccinino. Alors qu’il campait à Carpegna, il fut surpris par ses adversaires et battu assez piteusement. En juillet 1461, employé par Francesco Sforza, duc de Milan, il avait été aux côtés des exilés génois en conflit avec Jean d’Anjou, alors gouverneur de Gênes pour le compte du roi de France Charles VII. En compagnie de Paolo Fregoso et Prospero Adorno, il se posta à Cornigliano pour barrer le passage aux Français qui venaient de Varazze. Mais le combat n’eut pas lieu. Devenu coseigneur de Carpi, il continua sa carrière. À l’automne 1466, il soutint dans le Frignano les exilés florentins en lutte contre Pierre Ier de Médicis. Il continua par la suite à servir ce parti et prit en mai 1467 la tête d’une troupe de 400 hommes. Il se rangea aux côtés de l’armée de Bartolomeo Colleoni, qui était au service des Vénitiens, qui eux-mêmes soutenaient la faction florentine opposée à Pierre Ier de Médicis. Il se positionna sur l’Idice. Le 25 juillet, il fut blessé lors de la fameuse bataille de la Riccardina, ou de la Molinella, qui opposa les armées vénitiennes et celles des exilés florentins, commandées par Colleoni, à celles des Florentins, commandées par Frédéric de Montefeltro. Il n’y eut ni vainqueur ni vaincu lors de cette bataille. En décembre Marco Pio se barricada à Forlì, chez le seigneur souverain de cette cité, Pino III Ordelaffi, en compagnie de Colleoni, Gaspare et Gerardo da Martinengo, Costanzo Sforza et Cola da Sermoneta ainsi que 800 ou 900 hommes d’armes, en attendant que la guerre cesse.
Lionello Ier participa également, comme son cousin Marco II, à la guerre menée par Bartolomeo Colleoni contre les Médicis en 1467.

#### La conjuration de 1469 contre Borso d'Este

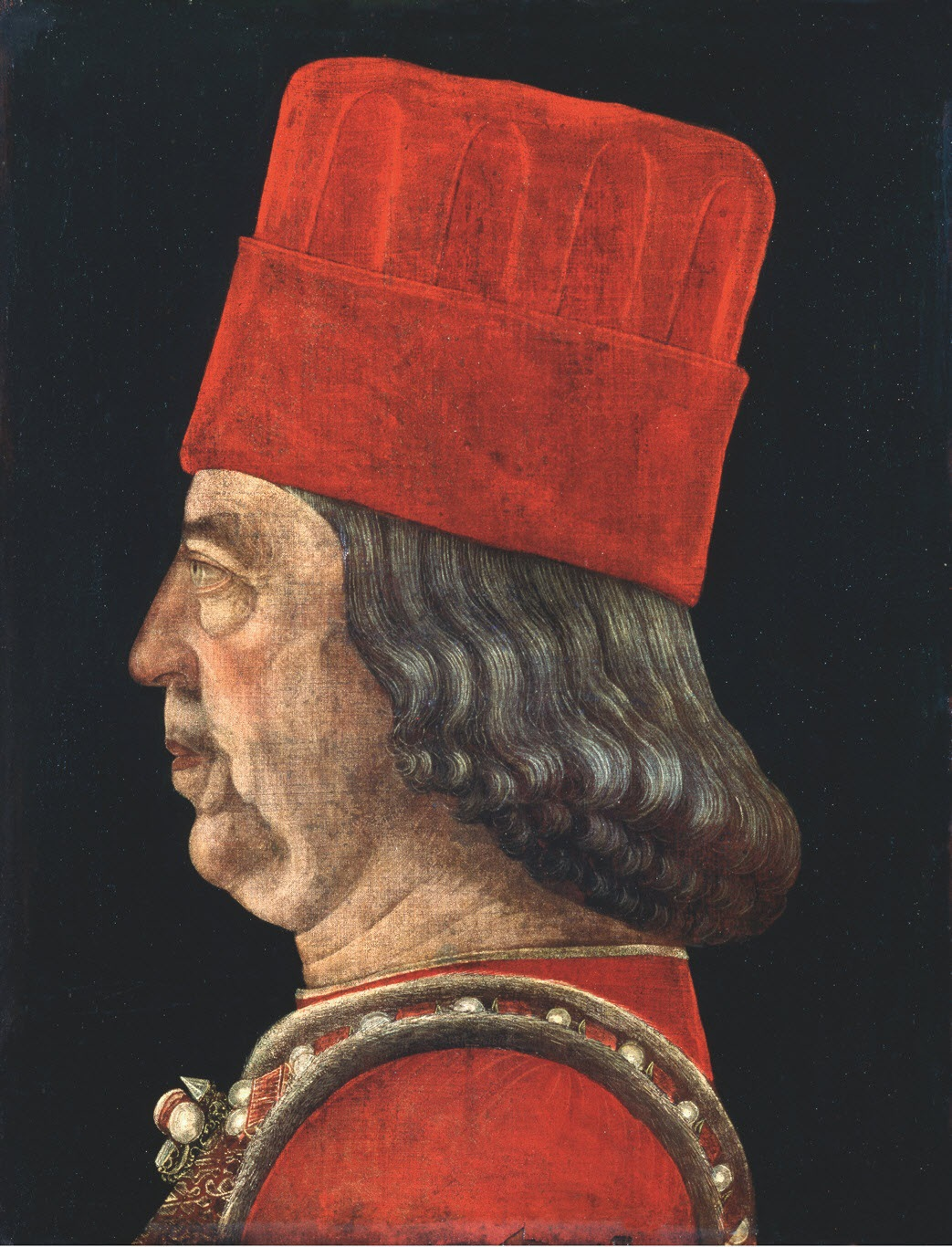
Borso d'Este, portrait attribué à Vicino da Ferrara, Pinacothèque du Castello Sforzesco, Milan.

En 1469, un évènement vint bouleverser la seigneurie de Carpi. Une des filles de Galasso II fut injuriée par Lodovico Casella, ministre de Borso d'Este, marquis de Ferrare et duc de Modène. Casella fut jugé et acquitté. Gianlodovico Pio, un des frères de la victime, pensa que cette décision était due au soutien du duc Borso d'Este envers son ministre. Il décida de venger l’affront subi par sa famille. Borso d'Este ayant été l’allié des Vénitiens et des exilés florentins lors de la guerre de 1467 (il avait accueilli dans ses États ces exilés opposés aux Médicis) Gianlodovico Pio rencontra à Florence leur adversaire, Pierre Ier de Médicis. Ils décidèrent d’assassiner le duc de Modène. Se joignirent à cette conspiration les Milanais, alliés des Médicis, ainsi que tous les frères de Gianlodovico, à savoir les coseigneurs de Carpi Gianmarsiglio, Gianniccolò, Bernardino, Gianprincivalle et Gianmarco, et les deux frères qui n’étaient pas coseigneurs de Carpi, Manfredo et l’archiprêtre Tommaso. Leur sœur Marsobilia, qui avait épousé le seigneur souverain d’Imola Taddeo Manfredi, prit également part à cette conjuration. Elle fournit des soldats commandés par un de ses fidèles, Andrea da Varegnana. Galéas-Marie Sforza, duc de Milan, dépêcha son chancelier, Giannantonio da Figino. Il semble que Varegnana et Figino aient été désignés pour porter les coups.
Gianlodovico Pio pensa pouvoir compter dans cette entreprise sur la complicité d’Hercule d’Este, demi-frère cadet de Borso. Hercule était un fils légitime de Niccolò III d’Este alors que Borso était né de la liaison de son père avec une maîtresse, Stella de’ Tolomei. Pourtant Niccolò III avait privilégié Borso dans sa succession. Celui-ci était devenu marquis de Modène et de Ferrare au détriment d’Hercule et au grand dam de la mère de ce dernier, Ricciarda de Saluces, qui était restée à Ferrare mais s’était retirée de la cour ducale. Gianlodovico était certain qu’Hercule avait l’ambition secrète de recouvrer les  États dont il avait été spolié. Il lui offrit donc une alliance, avec la promesse qu’il obtiendrait la souveraineté sur Modène et Ferrare, ainsi que de grandes richesses. Mais Hercule fut horrifié de ce complot. Il n’en laissa rien paraître, mais dès qu’il fut certain de la réalité de la conjuration, il en informa son frère.
Borso d’Este donna aussitôt l’ordre de faire prisonniers tous les participants au complot. Gianlodovico Pio fut immédiatement arrêté à Modène, tout comme son frère Gianprincivalle, qui fut enfermé dans la forteresse de Finale. Gianmarsiglio, qu’on soupçonnait d’avoir voulu faire entrer des soldats milanais dans Carpi, fut emprisonné dans la forteresse de Carpineto. Bernardino fut fait prisonnier dans celle de Sassuolo, l’archiprêtre Tommaso dans celle de Canossa. Gianmarco et Manfredo, furent également arrêtés, tout comme Andrea da Varegnana et le chancelier du duc de Milan Giannantonio da Figino. Tous furent transférés à Ferrare où ils furent emprisonnés dans la tour des Leoni (tour des Lions) de la forteresse de Castelvecchio. Seul Gianniccolò, qui était à Imola auprès de sa sœur Marsobilia et de son beau-frère Taddeo Manfredi, échappa à l’arrestation. Lionello et Marco Pio s’empressèrent de conseiller à Borso d’Este de faire preuve de la plus grande fermeté envers leurs cousins. En effet, depuis qu’ils étaient devenus coseigneurs de Carpi, ils n’avaient cessé de craindre que les fils de Galasso II ne les spolient de leur héritage en profitant de leur éloignement de la cité. Ils trouvèrent là une occasion de se débarrasser d’eux. Certains chroniqueurs avancèrent par ailleurs que Borso et Hercule d’Este nourrissaient du ressentiment envers les fils de Galasso II car ce dernier avait maltraité Margherita d’Este, son épouse, qui était aussi leur sœur. Quoi qu’il en fût, le duc de Modène fit preuve de la plus grande sévérité à l’égard des conjurés, et notamment de ses neveux fils de Margherita d’Este. Gianlodovico, l’instigateur principal du complot, fut jugé et décapité le 17 août 1469. Son frère Gianmarco et Andrea da Varegnana furent jugés puis exécutés le 15 septembre qui suivit. Les autres furent maintenus en prison dans l’attente de leur procès.
Lionello et Marco Pio ainsi débarrassés de leurs encombrants cousins restèrent de fait les seuls maîtres de Carpi. Ils continuèrent leur carrière de condottieres. Ainsi, d’avril à juillet 1470, Marco se mit au service de Galeotto della Mirandola qui cherchait à s’emparer de son frère, Antonio-Maria. Cette même année 1470, les deux cousins obtinrent de l’empereur Frédéric III l’investiture formelle de la seigneurie de Carpi, avec les places de Fossoli, Gargallo, Budrione, Novi di Modena, Santo Stefano, Migliarina, Caste de' Sozzi, Cortile, Castel de' Galli et Soliera. En juillet, ils obtinrent également de Borso d'Este la confirmation de l’investiture des fiefs qu’ils tenaient dans le duché de Modène. Ils obtinrent en outre de Borso une protection pour ces fiefs tenus de lui, mais également pour ceux, souverains, tenus de l’empereur, en échange d’un serment de fidélité et d’obéissance pour tous ces fiefs. Cet accord renforça la position de dépendance des seigneurs de Carpi vis-à-vis de la Maison d'Este. En 1471, Marco accompagna Borso à Rome, où ce dernier reçut du pape Paul II le 14 avril, jour de Pâques, le titre de duc de Ferrare. En juin suivant, il se mit au service des Vénitiens à la tête de 150 cavaliers, pour une année.
En 1472, les complices de la conjuration de 1469 réussirent à s’enfuir de la forteresse de Castelvecchio, à Ferrare, en se déguisant en frères mineurs. Gianprincivalle et Manfredo Pio atteignirent le territoire de Bologne. Gianprincivalle vivait encore dans cette ville en 1489. Manfredo se mit au service des Vénitiens et mourut avant cette date. Gianmarsiglio, Bernardino et Tommaso furent aussitôt repris et jetés au fond d’une tour.
Cette nouvelle ne troubla pas Lionello Ier et Marco II, qui désormais tenaient fermement la seigneurie de Carpi. Marco continua à mener une intense activité notamment diplomatique. En avril 1473, il assista à Bologne aux noces d’Antonio-Maria, seigneur souverain de Mirandola, avec une fille de Sante Bentivoglio, prince souverain de Bologne. Cette même année, il participa à la somptueuse ambassade envoyée à Naples par Hercule d’Este, devenu duc de Modène et de Ferrare à la mort de son frère Borso (1471). Cette délégation, menée par Sigismondo d’Este, était destinée à escorter Éléonore d’Aragon, fille du roi Ferdinand, promise en mariage au nouveau duc. À l’automne il fit détruire une digue sous Casalgrande pour alimenter Carpi en eau, ce qui provoqua des dégâts sur le territoire de Reggio. En 1475, il obtint pour sa fille Emilia un mariage avec Antonio de Montefeltro, fils du duc d’Urbino Frédéric III. En octobre 1476, il assista à Ferrare au baptême d’Alphonse d’Este, fils d’Hercule et d’Éléonore d’Aragon.
En 1477, Gianmarsiglio, Bernardino et Tommaso Pio furent libérés par le duc de Modène. En échange de cette libération, les deux premiers acceptèrent, pour eux et pour leurs frères fugitifs Gianniccolò et Gianprincivalle, de renoncer à leurs droits sur la seigneurie de Carpi, ainsi qu’à la plupart de leurs biens allodiaux.

#### La seigneurie des deux lignées
Lionello Ier et Marco II, désormais formellement seuls coseigneurs de Carpi, convinrent entre eux, pour éviter à l’avenir tout litige, de réserver aux seuls aînés de leurs lignées l’héritage de leurs domaines, et notamment de la seigneurie de Carpi. Cet accord fut approuvé par l’empereur Frédéric III. Paradoxalement, Lionello Ier associa au pouvoir en 1477 non pas son seul fils aîné, mais ses deux fils, Alberto III et Lionello II.
Pendant les années qui suivirent, Marco II continua à servir les intérêts du duc de Modène et de Ferrare. Les Este, un temps ennemis des Médicis, s'allièrent avec eux à la suite de la conjuration des Pazzi. Ce complot, visant à supprimer Laurent et Julien de Médicis, avait été instigué par les familles florentines opposées aux Médicis, notamment les Pazzi et les Salviati, mais également par Girolamo Riario, neveu du pape Sixte IV, qui, devenu en 1477 seigneur souverain d’Imola, avait des visées expansionnistes sur les territoires florentins. Il menaçait également directement le territoire de Ferrare. Hercule Ier d’Este décida donc de soutenir Laurent de Médicis, qui avait survécu au complot. Il s’engagea ainsi dans la guerre qui suivit la conjuration, aux côtés des Florentins, contre Girolamo Riario mais aussi contre Sixte IV et contre son beau-père, le roi de Naples Ferdinand Ier, allié du pape. C’est dans ce contexte que Marco II suivit Hercule en Toscane, en octobre 1478. Revenu à Modène pour lever des troupes, il en sortit en avril 1479 par la porte de Baggiovara. À nouveau en Toscane, il fut battu sur le Serchio, près de San Severino, et fait prisonnier. Rapidement libéré, il participa en juin à la prise de Casole d'Elsa. En septembre, il participa à la bataille de Poggio Imperiale. De nouveau capturé, il fut relâché avec Galeotto della Mirandola en échange de la libération de Jacopo d’Appiano. En septembre et novembre 1480, il combattit les Génois. Pris par surprise par Agostino Fregoso alors qu’il sortait de son camp de Sarzanella, il fut emprisonné à La Spezia, puis a été transféré à Naples.
Cette même année 1480, Lionello Ier mourut. Ses fils Alberto III et Lionello II avaient respectivement cinq et trois ans. Gianmarsiglio Pio, alors archiprêtre de San Silvestro, à Roncaglia, profita de cette mort et de la captivité de Marco II à Naples pour tenter de s’emparer de Carpi, avec l’aide du condottiere Roberto Sanseverino. Cependant il échoua dans cette tentative. En effet, les Este avaient positionné des troupes à Brescello. De plus, Borso da Correggio vint défendre le domaine de Marco, son oncle par alliance. Enfin, la garnison de Carpi resta fidèle à Marco.
Du fait du très jeune âge des fils de Lionello Ier, Marco II devint de facto le seul seigneur de Carpi. Cependant il était toujours prisonnier du roi de Naples. En janvier 1481, Marsilio Torelli, comte de Montechiarugolo, qui était un cousin de Marco, offrit une garantie de 7000 ducats pour que le seigneur de Carpi soit transféré de Naples à Gênes. Embarqué sur une galère, celui-ci réussit à s’enfuir et à se réfugier à Pise. À cause de cette évasion, Marsilio Torelli perdit ses 7000 ducats. Furieux, il se rendit à Carpi avec son frère Guido, protonotaire apostolique, et à la tête d’une petite troupe de quarante arbalétriers et vingt hommes d’arme, s’empara par surprise de Giberto, le fils de Marco, qu’il emmena à Montechiarugolo. Le litige entre les deux cousins fut réglé en avril suivant, par un duel à Ferrare.
En 1482, la situation politique avait changé en Italie. Laurent le Magnifique s’était réconcilié avec Ferdinand Ier. Le pape Sixte IV, isolé, s’allia avec les Vénitiens. Girolamo Riario, déjà maître d’Imola et de Forlì, convoitait les terres du duché de Ferrare. Il encouragea les Vénitiens à attaquer Hercule d’Este. À l’occasion de cette guerre de Ferrare, Marco Pio se mit à l’automne 1482 au service de Ludovic Sforza, les Milanais ayant rejoint les Florentins, les Modénais et les Napolitains dans la guerre contre les États pontificaux, la république de Venise et le seigneur d’Imola et de Forlì. Marco se positionna à Casaglia, près de Brescello, avec neuf escadres de cavaliers. Plus tard, à la tête de l’artillerie, il se distingua lors de la défense de Pontelagoscuro. En novembre, il gardait Stellata avec quatre escadres de soldats lorsque Roberto Sanseverino traversa le Pô à hauteur de Vallice, sur un pont de bateaux. Il frappa les bateaux avec son artillerie. De nombreux Albanais et Esclavons de l’armée vénitienne furent tués. Mais il dut se replier avec Gian-Giacomo Trivulzio dans la chartreuse et dans le couvent de Santa Maria degli Angeli, à partir desquels il continua à combattre par escarmouches. À Ferrare en décembre, il accueillit dans cette ville avec d’autres capitaines Costanzo Sforza. En janvier 1483 il était à Milan, pour continuer la guerre aux côtés du duc de Calabre Alphonse d’Aragon. C’est à cette époque, en février, qu’il fut contacté par les Vénitiens qui lui offrirent 40000 ducats pour qu’il ouvre pour leur compte un front dans la région de Modène et de Reggio, ce qu’il refusa. Il resta fidèle à l’alliance menée par Florence, à laquelle s’était joint Sixte IV après la paix séparée qu’il avait signée le 12 décembre 1482. En août 1483, à la tête de 60 lances, il fit brûler le moulin de San Martino di Situle comme rétorsion aux troubles causés par les paysans de la région de Modène. Il fit également détruire la maison d’un meneur, Lanfranco Bellencini. La guerre cessa finalement, par la signature du traité de Bagnolo le 7 août 1484.
Les années qui suivirent les fils survivants de Galasso II, qui n’avaient jamais renoncé à recouvrer les biens dont ils s’étaient départis sous la contrainte en 1477, s’évertuèrent à faire reconnaître leurs droits, notamment sur la seigneurie de Carpi. En 1485, Gianmarsiglio Pio se rendit auprès du nouveau pape Innocent VIII pour exposer ses doléances. Celui-ci reconnut la légitimité de sa démarche. Il publia une bulle d’excommunication contre les spoliateurs, mais celle-ci resta sans effets. En 1488, le même Gianmarsiglio se rendit avec son frère Gianniccolò à la cour impériale. Frédéric III reconnut également que leurs prétentions étaient justes et confirma leurs droits sur la seigneurie de Carpi. Cette sentence resta de la même façon sans conséquence. À la suite de ces échecs, les fils de Galasso II se résignèrent à ne plus récupérer leur héritage. Bernardino mourut au début de l’année 1489. Cette année-là, Gianniccolò était à Bologne. Il mènera ensuite une carrière de condottiere au service successivement des Florentins, du roi de Naples puis du duc de Milan. Il mourra à une date indéterminée. Gianprincivalle mourra également après 1489, à une date inconnue. Gianmarsiglio signera en 1500 un accord avec Alberto III au sujet de ses droits, dans les circonstances exposées infra.

#### Le conflit entre Alberto III et Giberto III

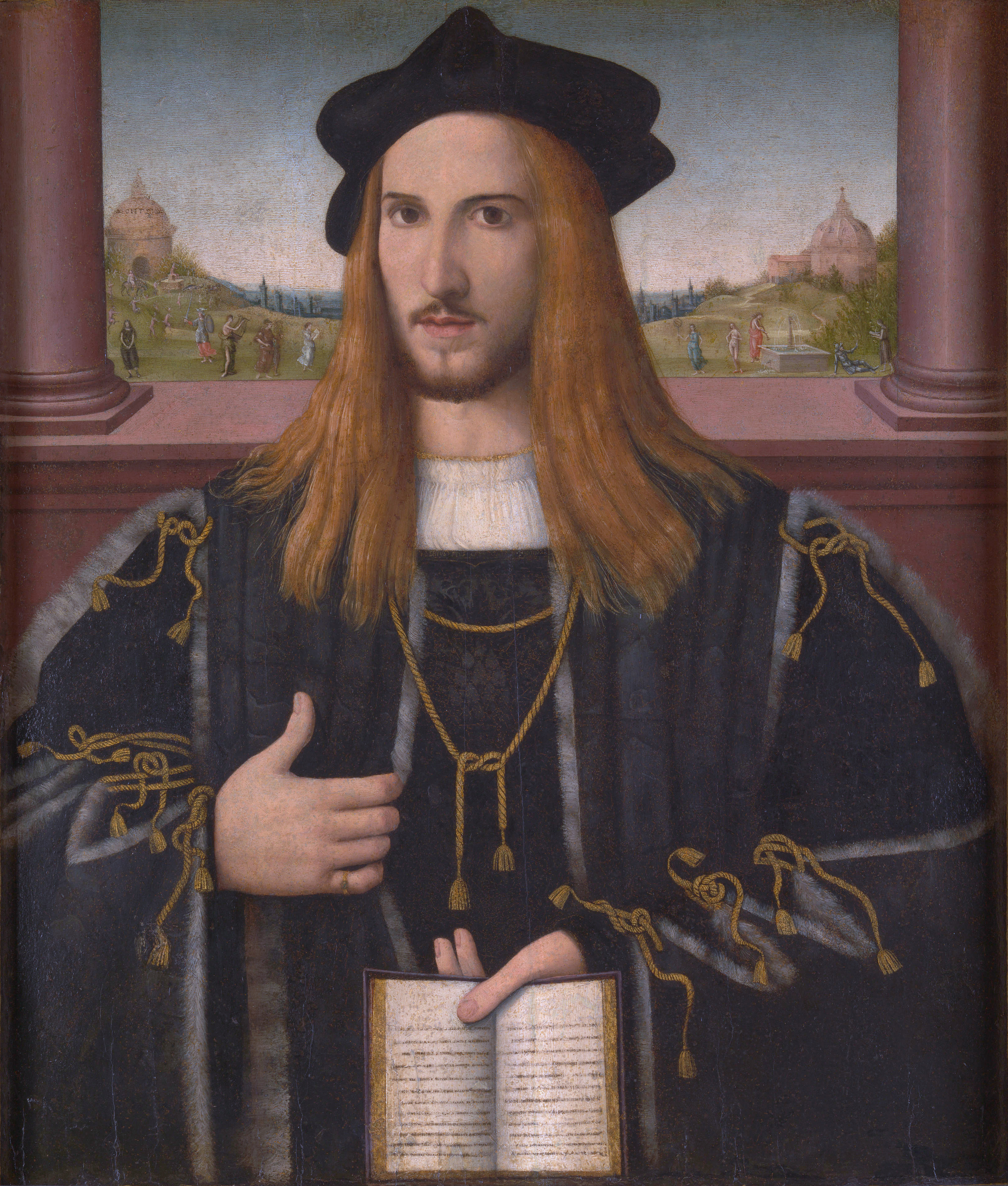
Alberto III Pio di Savoia, portrait par Bernardino Loschi, National Gallery, Londres.

Les coutumes lombardes établissaient en matière de succession une égalité parfaite entre les enfants mâles légitimes. Si cette règle ne portait pas à conséquence concernant les personnes privées, il en était tout autrement concernant les princes souverains. À Carpi, elle avait eu des conséquences néfastes en entretenant des querelles dynastiques récurrentes entre les différents coseigneurs. Pour cette raison, et à la suite des évènements de 1469, Lionello Ier et Marco II avaient décidé, avec l’autorisation de l’empereur, de réserver aux seuls premiers nés de leurs descendances respectives le privilège de régner sur la seigneurie de Carpi. Cet accord fut cependant insuffisant pour maintenir une paix durable. Ainsi Marco II, pourtant signataire de cette convention, eut pour dessein, dès la mort de Lionello Ier, de privilégier son propre fils Giberto III au détriment de ceux de Lionello Ier, à savoir Alberto III et Lionello II. En tant que tuteur, et sous prétexte de leur donner une bonne éducation, il envoya les deux frères à Ferrare dès leur plus jeune âge, restant de fait seul maître de Carpi.
Mais en 1490, Alberto III atteignit l’âge de quinze ans. Son frère Lionello II, âgé de seulement treize ans, renonça en sa faveur à sa part de la seigneurie de Carpi. Cette renonciation était conforme à l’accord convenu entre leur père et Marco II. En réaction, et pour affirmer les droits de sa propre descendance, ce dernier associa au pouvoir cette même année 1490 son fils Giberto III.
Alors qu’il s’était mis au service du roi de France Charles VIII, qui avait comme projet de pénétrer en Italie pour affronter les Aragonais de Naples, Marco II mourut à Ferrare à la fin du mois de mars 1494. Il fut inhumé dans l’église San Niccolò de Carpi. Après avoir gouverné pendant 29 ans la seigneurie souveraine, il laissait face à face deux partis antagonistes.
Son fils Giberto III était apparemment le plus susceptible de prendre l’ascendant. Il avait vingt ans de plus qu’Alberto III et avait acquis une grande expérience politique et militaire. En septembre 1484, il avait été nommé capitaine de Bologne, à la tête de 200 cavaliers, par Giovanni II Bentivoglio, prince de cette ville. Devenu proche de ce dernier, il l’avait accompagné en mars 1485 à Loreto, où il était allé en pèlerinage, puis à Rome. Il avait épousé sa fille Eleonora en 1486. Il était donc allié à une des plus puissantes familles de la région. En avril 1488, à la suite de l’assassinat de Girolamo Riario, seigneur de Forlì, il avait pris avec Niccolò-Maria Rangoni la tête d’une armée bolonaise de 8 escadres d’hommes d’arme, 2000 fantassins et 200 cavaliers légers, pour venir en aide à sa veuve, Caterina Sforza, emprisonnée par les conspirateurs. Rejoint par les troupes milanaises commandées par Giangaleazzo da Sanseverino, il avait contraint les conjurés à fuir Forlì, puis avait affronté les troupes pontificales qui avaient tenté de restaurer l’autorité du pape sur la cité. Les années qui suivirent, il avait exercé une grande activité diplomatique. Il s’était rendu à Mantoue en février 1490 pour assister au mariage du marquis François II de Gonzague avec Isabelle d'Este. En septembre, il s’était rendu plusieurs fois en secret à Venise pour le compte de son père, probablement dans le but de négocier une alliance entre la République et le prince de Bologne. En juin 1492, il avait suivi à Milan Alessandro Bentivoglio, fils de Giovanni II, pour assister à son mariage avec Ippolita Sforza. L’année suivante, en avril, il avait été nommé par le duc de Milan capitaine général des milices ducales. Enfin, au début de l’année 1494, il avait escorté à Mantoue Laura Bentivoglio, qui devait épouser Jean de Gonzague, frère du marquis régnant et futur seigneur de Vescovato.
C’est donc un prince expérimenté qui succéda à son père. Et comme ce dernier, il s’évertua, de manière encore plus résolue, à éloigner du pouvoir son jeune cousin. Il commença les hostilités en obtenant, l’année même de la mort de Marco II, un acte d’investiture du nouvel empereur Maximilien pour la seigneurie de Carpi. Dans cet acte ne figurait que son nom, et pas celui d’Alberto III. Certain d’avoir ainsi assuré ses droits, il quitta Carpi en septembre 1494 pour se rendre à Castelfranco Emilia et rétablir l’ordre dans ce bourg, où une rixe entre des soldats de Charles VIII et des paysans avait coûté la vie à 6 Français et 3 Italiens. Pour la même raison tenant à la présence de troupes françaises et aragonaises dans la région, il se rendit à Bologne pour prévenir d’éventuels désordres en organisant des rondes nocturnes. En juin 1495, à la tête d’une troupe de 200 hommes de l’armée bolonaise, il rejoignit sur le Taro l’armée de la Ligue italienne formée contre la France. En juillet, il participa à la bataille de Fornovo, pendant laquelle il avait la charge de défendre les logements de la troupe.
Alberto III était furieux que son nom n’ait pas été inscrit dans l’acte d’investiture de 1494. Il s’en plaignit ouvertement. Le duc Hercule Ier d’Este se proposa comme arbitre entre les deux partis. Concernant la seigneurie souveraine de Carpi, comprenant Novi, il reconnut les mêmes droits indivis à Giberto et Alberto. En outre, il reconnut à chacun les fiefs suivants, dépendant de ses duchés : pour Giberto, Soliera, Formigine, Brandola et Spezzano ; pour Alberto, Guia, Budrione, Monte Rastello et Maranello. Les deux cousins se rendirent à Ferrare pour signer l’accord. Mais dans le même temps, en mai 1496, Lionello (II), frère d’Alberto, entra en armes dans Carpi. La cité était gardée par Lodovico et Enea Pio, les propres frères de Giberto. Une terrible bataille eut lieu, au cours de laquelle 300 hommes périrent. Le palais de Giberto fut livré aux flammes. Enea Pio fut blessé et Lodovico chassé de la cité.
Aussitôt, Giberto quitta Ferrare pour Bologne. Il obtint de son beau-père des arbalétriers à cheval et la compagnie des hommes d’arme qu’il commandait pour la garde de la cité. Il quitta Bologne à la tête d’une armée de 1500 hommes équipée de nombreuses pièces d’artillerie. Il se rendit à Soliera, qui était tenue par la faction d’Alberto. Il assiégea puis occupa cette place. En juillet, il affronta à Carpi les troupes qu’Alberto avait obtenues du marquis François II de Mantoue et qu’il avait levées dans la seigneurie de Mirandola. Il brûla une porte de la cité, pénétra à l’intérieur et détruisit de nombreuses maisons. Vainqueur de son cousin, il se barricada dans la ville jusqu’en août. Hercule Ier d’Este se proposa une nouvelle fois comme intercesseur entre les belligérants. Il les contraignit à s’accorder entre eux. En septembre, Giberto quitta Carpi pour assister à Vigevano aux festivités données par le duc de Milan Ludovic Le More en l’honneur de l’empereur Maximilien.
Mais en 1497, Alberto obtint de Maximilien l’annulation de l’acte d’investiture de 1494. En représailles Giberto, profitant du séjour d’Alberto à Ferrare, s’empara en juillet de Carpi, à la tête d’une troupe de soldats milanais. Il fut aidé dans cette entreprise par son frère Lodovico et par le condottiere Gaspare da Sanseverino. Il mit à sac le palais d’Alberto, dévasta ses biens et fit prisonnier Lionello (II), qui gardait la cité. De plus, il occupa un certain nombre de places des environs. En août, sur les instances du duc Hercule Ier d’Este, il lui consigna la seigneurie. Le duc de Ferrare et de Modène entendait ainsi protéger les habitants contre la furie destructrice des deux cousins. Toujours à la demande d’Hercule, il se rendit à Modène pour rencontrer Alberto et Lionello et leur demander pardon pour les déprédations et les méfaits qu’il avait commis. Puis il rentra à Bologne.
Les années qui suivirent, Giberto III continua sa carrière de diplomate et de condottiere. La rivalité entre les deux cousins pour la souveraineté sur la seigneurie de Carpi fut un temps mise entre parenthèses. En septembre 1497, Giberto assista à Brescia aux festivités données par le podestat vénitien de cette ville, Giorgio Cornaro, en l’honneur de sa sœur Caterina, ex-reine de Chypre. En octobre et jusqu’en mars 1498, il se mit au service du duc de Milan, Ludovic le More. En juin de cette année 1498, il obtint le soutien du marquis de Mantoue, François II de Gonzague, dans son contentieux l’opposant à Alberto. Peu de temps après, en octobre, son beau-père écrivit au duc de Milan pour essayer d’obtenir le même soutien de la part de ce dernier. Par la suite, Giberto participa à la guerre qui vit s’opposer Louis XII et Ludovic le More pour la possession du duché de Milan. Il rallia d’abord le camp du roi de France, et escorta celui-ci lors de son entrée solennelle à Milan en octobre 1499. Mais très vite il prit le parti adverse et combattit les troupes françaises pour le compte de Sforza. Lors de la paix signée en mai 1500, le cardinal-archevêque de Rouen exigea de lui et de son frère Lodovico, qui avait également participé à cette guerre, une forte somme pour prix de leur trahison. Le duc de Ferrare se porta garant pour eux, car ils ne disposaient pas de la somme.
Ce même mois de mai 1500, une dernière bataille opposa les partisans de Giberto à ceux d’Alberto. Les hommes du premier vainquirent ceux du second et s’emparèrent de la seigneurie de Carpi. Alberto III en fut chassé. Cependant, Giberto III comprit qu’il ne pourrait garder la cité. En septembre, très malade, il décida de vendre ses droits sur Carpi au duc de Ferrare et Modène. En échange, il reçut les fiefs de Sassuolo, Fiorano Modenese, Corlo, Braida, Nirano, Montegubbio, Montebaranzone, Casinalbo, ainsi que la moitié de Baggiovara, Formigine, Brandola, Soliera, Spezzano, Mocogno et Frassineti. De prince souverain, il devint ainsi simple feudataire de la Maison d'Este. Cet accord fut signé à Ferrare. Giberto III quitta ensuite cette ville, se rendit à Bologne où il mourut le 26 septembre 1500 à l’âge de 45 ans. Il fut inhumé dans l’église de l’Annunziata, près de la porte San Mammolo.

#### Alberto III, mécène de Carpi
La cession par Giberto III de ses droits sur Carpi avait toutes les caractéristiques d’une vengeance posthume contre son cousin. En effet, il apparut très vite que le puissant duc de Modène et Ferrare, Hercule Ier d’Este, n’entendrait pas se contenter de la moitié de la seigneurie, mais qu’il ferait tout pour s’en emparer en totalité. Cependant Alberto III, parmi ses nombreux talents, avait un don certain pour la diplomatie. Il s’efforça d’empêcher la mainmise du duc sur Carpi.
Alberto œuvra tout d’abord au maintien de la paix au sein de sa propre famille, pour éviter toute contestation interne. Dès 1500, il signa un accord avec Gianmarsiglio Pio, dernier représentant de la branche issue de Galasso II, autrefois dépossédé de sa quote-part de la seigneurie de Carpi. Par cette convention, Gianmarsiglio renonça solennellement à toute prétention sur Carpi. En échange, lui et les membres de sa Maison obtinrent le droit de recevoir l’héritage d’Alberto dans l’hypothèse où celui-ci n’aurait pas d’enfants. De plus, ce dernier leur concéda à titre d'habitation un des châteaux qu’il possédait dans le duché de Modène. Enfin, ils reçurent l’autorisation de pouvoir parfois résider à Carpi, mais seulement de manière provisoire.
Les années suivantes, Alberto III devint conseiller diplomatique et ambassadeur de l’empereur Maximilien. À ce titre, il prit une grande part aux affaires politiques de l’Italie à cette époque. En 1508, il contribua à réconcilier l’empereur et le roi de France Louis XII. Cette réconciliation aboutit à une alliance entre les deux monarques contre les Vénitiens. Ayant gagné la confiance et l’amitié de Maximilien, Alberto III obtint de celui-ci en 1509 l’annulation de la donation faite par Giberto III à Hercule Ier d’Este. Mais cette annulation resta sans effets, car Alphonse Ier d’Este, qui avait succédé à son père Hercule sur les trônes de Modène, Reggio et Ferrare en 1505, entra dans la Ligue de Cambrai en même temps que le pape Jules II, devenant ainsi l’allié de l’empereur. Maximilien ne prit donc aucune mesure contraignante envers lui.
En 1510, les membres de la Ligue soupçonnèrent Jules II de vouloir abandonner leur parti. Alberto III fut envoyé en ambassade à Rome pour dissuader le pape de prendre une telle décision. Mais lorsqu’il arriva dans la Ville éternelle, Jules II avait déjà signé une paix séparée avec la république de Venise. Certains historiens soupçonnèrent Alberto d’avoir, à l’occasion de cette rencontre, suscité l’hostilité du pape contre Alphonse Ier d’Este. Si cette tentative de faire naître une animosité du souverain pontife contre le duc de Ferrare n’est pas démontrée, elle n’est pas improbable car, désormais, l’avenir de la seigneurie de Carpi en tant que principauté souveraine était lié à l’affaiblissement nécessaire de la Maison d’Este. Quoi qu’il en fût, Jules II quitta la Ligue de Cambrai et embrassa l’alliance vénitienne. Loin de soutenir Alberto dans son litige avec la Maison d’Este, il envoya des troupes depuis Bologne, ville prise quelques années auparavant aux princes Bentivoglio, et s’empara de Carpi. Mais cette même année 1510, Charles d’Amboise pénétra sur le territoire de Modène pour tenter de rétablir les Bentivoglio à Bologne. Il échoua mais réussit en revanche à reprendre Carpi aux troupes pontificales. Alberto recouvra ainsi sa seigneurie.

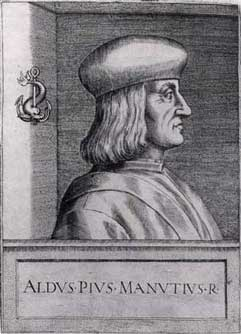
Gravure représentant Aldo Manuzio, humaniste, imprimeur et libraire (1449-1515). Ancien maître, puis ami d'Alberto III, il accola le patronyme Pio à son propre nom en 1494 en reconnaissance des bienfaits de son mécène.

Par la suite, les alliances changèrent en Italie. Jules II créa la Sainte Ligue contre les ambitions françaises dans la péninsule. L’empereur Maximilien la rejoignit bientôt. D’alliés, les Français devinrent ses ennemis. Le seigneur de Carpi suivit le parti de son suzerain impérial. En 1511, alors qu’il se trouvait dans la forteresse de Concordia, il fut assiégé par les Français. Ils prirent cette place et les soldats qui la défendirent furent tous passés au fil de l’épée. Carpi fut confisquée et confiée la garde d’Alphonse Ier d’Este, qui s’était retourné contre Jules II lorsque celui-ci s’était rapproché des Vénitiens, et s’était allié au roi de France. Mais en 1512, à la suite de la bataille de Ravenne, les Français furent chassés d’Italie. Alberto III put rentrer à Carpi. Il obtint aussitôt un diplôme impérial excluant les Este de tout droit sur la seigneurie, dont il restait le seul maître. De plus, comme il avait contribué à soumettre les partisans des Este dans les duchés de Modène et de Reggio occupés par les troupes pontificales, l’empereur lui donna en récompense San Felice, qui vint agrandir sa principauté souveraine.
Maximilien le nomma également ambassadeur auprès du nouveau pape Léon X. Ce dernier l’accueillit avec une grande bienveillance car, étant lui-même esthète et protecteur des Arts, il n’ignorait pas la grande réputation de mécène attachée à la personne d’Alberto III. Il le favorisera d’ailleurs en lui confiant en 1518 les vicariats pontificaux de Meldola et Sarsina, en Romagne, ainsi que le gouvernorat de Bertinoro.
En effet, Alberto III avait transformé la cité médiévale de Carpi pour en faire un foyer des idées humanistes et des courants artistiques qui parcouraient l’Italie à cette époque. En 1515, il y accueillit Baldassare Peruzzi, qui réorganisa toute l’architecture urbanistique du centre de la cité, et notamment la grand-place. Sur cette place centrale, Peruzzi commença cette année-là la construction de la grande église dont il avait établi les plans. Le palais des Pio se trouvait également sur cette place. Peruzzi le remania et l’agrandit. Il édifia encore le portico del grano, transforma la façade de l’antique église Santa Maria in Castello, dans laquelle Manfredo Pio avait été inhumé deux siècles auparavant, et construisit le magnifique temple du couvent San Niccolò. Alberto III fit également construire par un autre architecte l’église Santa Maria della Rosa, plus tard appelée Santa Maria delle Grazie, qu’il confia à l’Ordre des Servites de Marie, qu’il avait incité à venir s’installer à Carpi. Enfin, il paracheva la transformation architecturale de la ville en faisant ériger une nouvelle enceinte de murailles.
Alberto III fut également un protecteur des Lettres. Ancien élève d’Aldo Manuzio (en fr. Alde Manuce l'Ancien), auprès duquel il avait été placé dans sa jeunesse par son oncle maternel Jean Pic de la Mirandole pour parfaire son éducation, il resta en contact avec lui jusqu’à sa mort intervenue en 1515. Alberto avait largement financé l’imprimerie que Manuzio avait créée à Venise en 1494 et où furent édités d’importants ouvrages notamment d’auteurs grecs comme Aristote. En reconnaissance de ces bienfaits, Manuzio avait accolé à partir de cette même année 1494 le nom de Pio à son propre patronyme. Le seigneur de Carpi forma le dessein de faire venir son ancien maître dans sa principauté pour y développer un centre littéraire et publier des auteurs antiques. Mais leurs occupations respectives, puis finalement la mort de Manuzio, empêchèrent la réalisation de ce projet. Alberto fit cependant installer une imprimerie et une grande bibliothèque dans le couvent San Niccolò. Par ailleurs, nous savons que deux collections privées lui appartenaient. L’une d’entre elles fut très probablement acquise auprès de Giorgio Valla. Lorsqu’Alberto mourut en exil à Paris en 1531, une de ses collections passa entre de nombreuses mains et, enrichie au fil des années, finit par être donnée à la bibliothèque vaticane par son dernier acquéreur, le pape Benoît XIV, en même temps que le fonds Ottoboni. Alberto laissa sa seconde collection à son neveu, le futur cardinal Rodolfo Pio di Savoia, avec pour instructions de la ramener à Carpi, dans l’hypothèse où la famille Pio recouvrerait la souveraineté sur la cité, et de permettre un accès du public aux ouvrages.

### La chute de la Maison Pio di Savoia

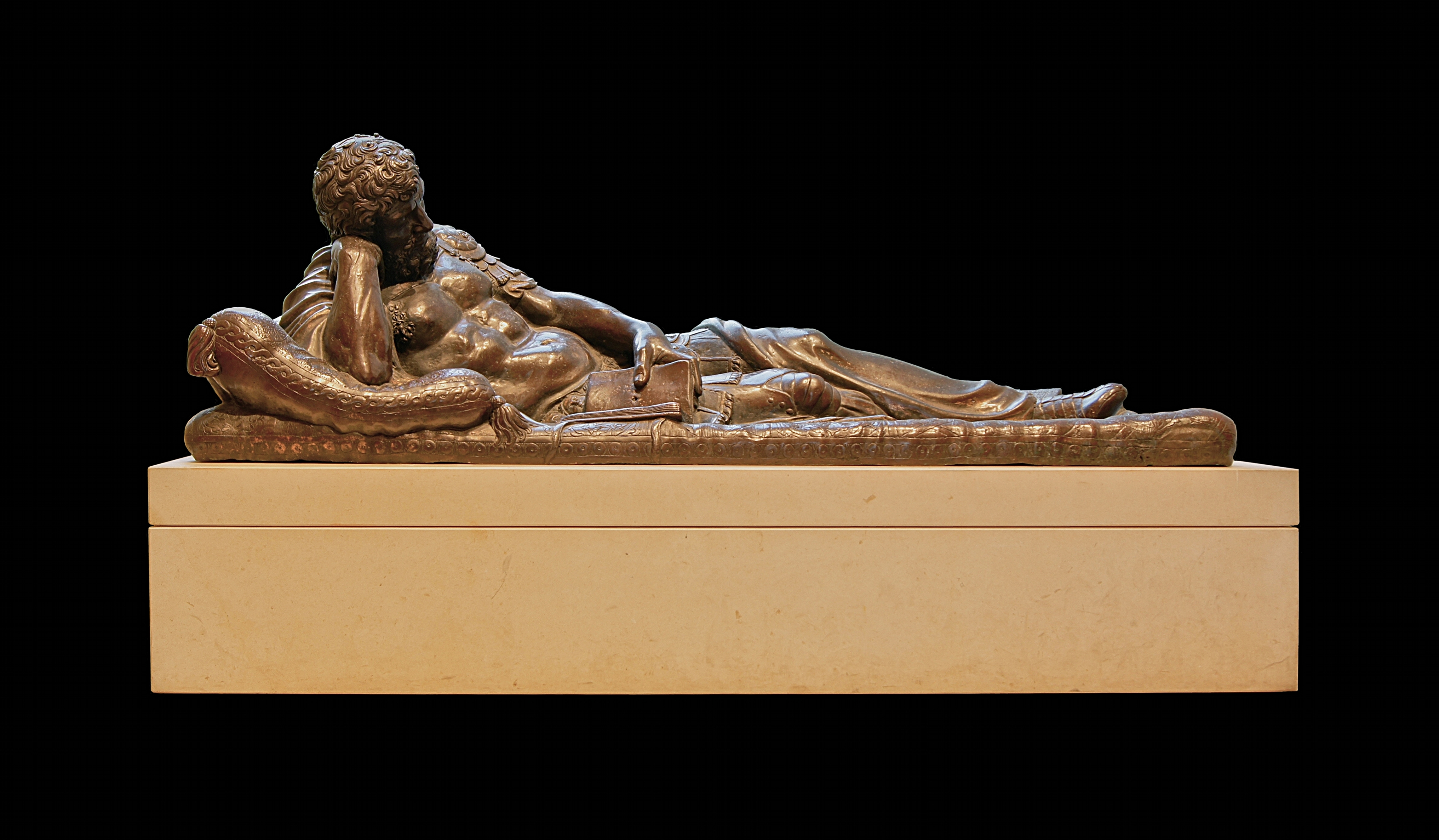
Gisant d'Alberto III Pio di Savoia, bronze doré, Musée du Louvre, Paris.

En 1521, le pape Léon X forma une alliance avec Charles Quint pour chasser les Français du duché de Milan, qu’ils occupaient depuis 1515. Alberto III décida de rester neutre dans ce nouveau conflit, pour préserver sa seigneurie de Carpi de toute exaction de la part de l’un ou l’autre camp. Mais cette position rendit les Impériaux soupçonneux. Le 1er décembre, Léon X mourut. Le Sacré Collège réuni en conclave confia à Alberto la garde des places de Reggio et de Rubiera. Or, après l’élection d’Adrien VI, il refusa de les rendre, car il détenait sur la Cour de Rome des créances dont il attendait le paiement. Cette décision renforça les doutes du parti impérial sur sa fidélité. En 1522, les Français se présentèrent sous les murs de Carpi. Ayant encore en mémoire le massacre de Concordia intervenu onze ans plus tôt, Alberto leur ouvrit les portes de la cité, et leur accorda le libre passage sur les terres de sa seigneurie. Ce choix emporta la conviction impériale qu’Alberto avait trahi son camp. Cette même année 1522, Prospero Colonna, général de l’armée de Charles Quint, vint alors occuper Carpi et obtint pour le compte de l’empereur le serment de fidélité des habitants.
Alberto III décida alors de se donner entièrement au roi de France. François Ier accueillit chaleureusement cet homme qui possédait de si grandes qualités de diplomate et de mécène. Il le créa aussitôt chevalier du prestigieux Ordre de Saint-Michel et le nomma ambassadeur auprès du nouveau pape Clément VII, élu en 1523.
En 1522, les Français avaient été défaits lors de la bataille de la Bicoque et chassés d’Italie. Cependant en 1523, une rumeur courut, selon laquelle ils allaient revenir en force. Comptant sur cette future intervention Lionello (II), toujours fidèle à son frère, s’empara par la force de Carpi, qui avait été laissée par Prospero Colonna à la garde de Giovanni Cossa. Il la conserva deux années. Mais en 1525, les Français furent défaits à la bataille de Pavie et François Ier fut fait prisonnier. Lionello (II) quitta Carpi, qui était difficile à défendre, et alla s’enfermer dans la forteresse de Novi, au nord de la seigneurie, place forte mieux protégée. De fait, les Impériaux s’emparèrent de Carpi, où ils commirent de grandes atrocités, mais ne purent déloger Lionello de Novi. Cependant, celui-ci finit par être contraint de consigner Novi à Alphonse Ier d’Este, contre une somme d’argent. Mais par orgueil il refusa de remettre son épée, qu’il jeta dans le fossé de la place forte.
En 1527 Alberto III, qui était à Rome, envoya une missive au Maréchal de Lautrec, qui venait d’arriver en Italie, pour qu’il contacte le duc de Modène et le convainque de restituer Novi. Cette démarche resta vaine. Lors du sac de Rome commis par les Impériaux, Alberto resta auprès du pape Clément VII, qui s’était retranché dans le château Saint-Ange. En juin, après avoir capitulé, Clément VII renvoya Alberto auprès du roi de France.
Cette même année 1527, l’empereur Charles Quint confisqua la seigneurie de Carpi. Il la céda à la Maison d'Este contre cent mille écus. Alphonse Ier d’Este en fut officiellement investi en 1530, après consignation de la somme. Ainsi finit, après presque deux siècles, la domination de la Maison Pio sur Carpi. La seigneurie subsista formellement en tant que principauté souveraine, dépendant directement de l’empereur. Mais elle forma une union personnelle avec les deux duchés de Reggio et Modène pour, de fait, ne former qu’une seule entité appartenant aux Este.
Les dernières années de sa vie, Alberto III résida en France. De cette période d’exil, nous sont parvenues une lettre à Érasme, publiée en 1529, et une œuvre théologique, publiée à titre posthume en 1531. Peu de temps avant de mourir, Alberto revêtit l’habit franciscain. Il succomba à une maladie à Paris, en janvier 1531, à l’âge de 56 ans. Il recommanda l’exécution de ses dernières volontés au roi de France. Celui-ci le fit inhumer au couvent des Cordeliers et lui fit construire un magnifique mausolée, achevé en 1535.
De son mariage en 1518 avec Cecilia Orsini, Alberto III n’avait eu que des filles. Son frère Lionello (II) devint donc à sa mort son héritier. Celui-ci ne voulut pas renoncer à ses droits sur Carpi, malgré la confiscation impériale. Le duc de Ferrare et de Modène avait consigné les cent mille écus destinés à l’empereur en paiement des droits sur Carpi à l’Hôtel des Monnaies de Venise. Il proposa à Lionello de percevoir une partie de cette somme pour le dédommager. Mais ce dernier refusa. Le frère d’Alberto III tenta vainement de prendre par la force la place de Novi en 1533. Il finit par renoncer à récupérer la principauté souveraine de ses aïeux et se retira dans sa seigneurie de Meldola et Sarsina, et dans son gouvernorat de Bertinoro, en terres pontificales. Il fut nommé gouverneur de la Romagne pour le compte de l’Église, et mourut à Meldola en 1535.

## Liste des seigneurs de Carpi
La Maison Pio gouverna Carpi jusqu'à son rattachement au duché de Modène.
| Dates de règne                  | Seigneurs et coseigneurs de Carpi | Seigneurs et coseigneurs de Carpi | Seigneurs et coseigneurs de Carpi | Seigneurs et coseigneurs de Carpi | Seigneurs et coseigneurs de Carpi | Seigneurs et coseigneurs de Carpi | Seigneurs et coseigneurs de Carpi | Seigneurs et coseigneurs de Carpi | Seigneurs et coseigneurs de Carpi | Seigneurs et coseigneurs de Carpi | Seigneurs et coseigneurs de Carpi | Seigneurs et coseigneurs de Carpi | Seigneurs et coseigneurs de Carpi | Seigneurs et coseigneurs de Carpi | Seigneurs et coseigneurs de Carpi | Seigneurs et coseigneurs de Carpi | Seigneurs et coseigneurs de Carpi | Seigneurs et coseigneurs de Carpi                                                                                                  | Seigneurs et coseigneurs de Carpi                                                                                                  | Seigneurs et coseigneurs de Carpi                                                                                                  | Seigneurs et coseigneurs de Carpi                                                                                              | Seigneurs et coseigneurs de Carpi                                                                                              | Seigneurs et coseigneurs de Carpi                                                                                              | Seigneurs et coseigneurs de Carpi                                                                                              | Seigneurs et coseigneurs de Carpi                                                                                              | Seigneurs et coseigneurs de Carpi | Seigneurs et coseigneurs de Carpi | Seigneurs et coseigneurs de Carpi | Seigneurs et coseigneurs de Carpi | Seigneurs et coseigneurs de Carpi | Seigneurs et coseigneurs de Carpi | Seigneurs et coseigneurs de Carpi | Seigneurs et coseigneurs de Carpi | Seigneurs et coseigneurs de Carpi | Seigneurs et coseigneurs de Carpi | Seigneurs et coseigneurs de Carpi | Seigneurs et coseigneurs de Carpi | Seigneurs et coseigneurs de Carpi | Seigneurs et coseigneurs de Carpi | Seigneurs et coseigneurs de Carpi | Seigneurs et coseigneurs de Carpi | Seigneurs et coseigneurs de Carpi | Seigneurs et coseigneurs de Carpi | Seigneurs et coseigneurs de Carpi | Seigneurs et coseigneurs de Carpi | Seigneurs et coseigneurs de Carpi | Seigneurs et coseigneurs de Carpi | Seigneurs et coseigneurs de Carpi | Seigneurs et coseigneurs de Carpi | Seigneurs et coseigneurs de Carpi |
| 17 avril 1336-12 septembre 1348 | Manfredo Pio (?-† à Carpi, 12 septembre 1348) | Manfredo Pio (?-† à Carpi, 12 septembre 1348) | Manfredo Pio (?-† à Carpi, 12 septembre 1348) | Manfredo Pio (?-† à Carpi, 12 septembre 1348) | Manfredo Pio (?-† à Carpi, 12 septembre 1348) | Manfredo Pio (?-† à Carpi, 12 septembre 1348) | Manfredo Pio (?-† à Carpi, 12 septembre 1348) | Manfredo Pio (?-† à Carpi, 12 septembre 1348) | Manfredo Pio (?-† à Carpi, 12 septembre 1348) | Manfredo Pio (?-† à Carpi, 12 septembre 1348) | Manfredo Pio (?-† à Carpi, 12 septembre 1348) | Manfredo Pio (?-† à Carpi, 12 septembre 1348) | Manfredo Pio (?-† à Carpi, 12 septembre 1348) | Manfredo Pio (?-† à Carpi, 12 septembre 1348) | Manfredo Pio (?-† à Carpi, 12 septembre 1348) | Manfredo Pio (?-† à Carpi, 12 septembre 1348) | Manfredo Pio (?-† à Carpi, 12 septembre 1348) | Manfredo Pio (?-† à Carpi, 12 septembre 1348)                                                                                      | Manfredo Pio (?-† à Carpi, 12 septembre 1348)                                                                                      | Manfredo Pio (?-† à Carpi, 12 septembre 1348)                                                                                      | Manfredo Pio (?-† à Carpi, 12 septembre 1348)                                                                                  | Manfredo Pio (?-† à Carpi, 12 septembre 1348)                                                                                  | Manfredo Pio (?-† à Carpi, 12 septembre 1348)                                                                                  | Manfredo Pio (?-† à Carpi, 12 septembre 1348)                                                                                  | Manfredo Pio (?-† à Carpi, 12 septembre 1348)                                                                                  | Manfredo Pio (?-† à Carpi, 12 septembre 1348) | Manfredo Pio (?-† à Carpi, 12 septembre 1348) | Manfredo Pio (?-† à Carpi, 12 septembre 1348) | Manfredo Pio (?-† à Carpi, 12 septembre 1348) | Manfredo Pio (?-† à Carpi, 12 septembre 1348) | Manfredo Pio (?-† à Carpi, 12 septembre 1348) | Manfredo Pio (?-† à Carpi, 12 septembre 1348) | Manfredo Pio (?-† à Carpi, 12 septembre 1348) | Manfredo Pio (?-† à Carpi, 12 septembre 1348) | Manfredo Pio (?-† à Carpi, 12 septembre 1348) | Manfredo Pio (?-† à Carpi, 12 septembre 1348) | Manfredo Pio (?-† à Carpi, 12 septembre 1348) | Manfredo Pio (?-† à Carpi, 12 septembre 1348) | Manfredo Pio (?-† à Carpi, 12 septembre 1348) | Manfredo Pio (?-† à Carpi, 12 septembre 1348) | Manfredo Pio (?-† à Carpi, 12 septembre 1348) | Manfredo Pio (?-† à Carpi, 12 septembre 1348) | Manfredo Pio (?-† à Carpi, 12 septembre 1348) | Manfredo Pio (?-† à Carpi, 12 septembre 1348) | Manfredo Pio (?-† à Carpi, 12 septembre 1348) | Manfredo Pio (?-† à Carpi, 12 septembre 1348) | Manfredo Pio (?-† à Carpi, 12 septembre 1348) | Manfredo Pio (?-† à Carpi, 12 septembre 1348) | Manfredo Pio (?-† à Carpi, 12 septembre 1348) | Manfredo Pio (?-† à Carpi, 12 septembre 1348) |
| 12 septembre 1348-13 mars 1367  | Galasso Ier Pio (?-† 13 mars 1367), fils du précédent et de Fiandrina, ou Franchina Brocchi.                                                                                      | Galasso Ier Pio (?-† 13 mars 1367), fils du précédent et de Fiandrina, ou Franchina Brocchi.                                                                                      | Galasso Ier Pio (?-† 13 mars 1367), fils du précédent et de Fiandrina, ou Franchina Brocchi.                                                                                      | Galasso Ier Pio (?-† 13 mars 1367), fils du précédent et de Fiandrina, ou Franchina Brocchi.                                                                                      | Galasso Ier Pio (?-† 13 mars 1367), fils du précédent et de Fiandrina, ou Franchina Brocchi.                                                                                      | Galasso Ier Pio (?-† 13 mars 1367), fils du précédent et de Fiandrina, ou Franchina Brocchi.                                                                                      | Galasso Ier Pio (?-† 13 mars 1367), fils du précédent et de Fiandrina, ou Franchina Brocchi.                                                                                      | Galasso Ier Pio (?-† 13 mars 1367), fils du précédent et de Fiandrina, ou Franchina Brocchi.                                                                                      | Galasso Ier Pio (?-† 13 mars 1367), fils du précédent et de Fiandrina, ou Franchina Brocchi.                                                                                      | Galasso Ier Pio (?-† 13 mars 1367), fils du précédent et de Fiandrina, ou Franchina Brocchi.                                                                                      | Galasso Ier Pio (?-† 13 mars 1367), fils du précédent et de Fiandrina, ou Franchina Brocchi.                                                                                      | Galasso Ier Pio (?-† 13 mars 1367), fils du précédent et de Fiandrina, ou Franchina Brocchi.                                                                                      | Galasso Ier Pio (?-† 13 mars 1367), fils du précédent et de Fiandrina, ou Franchina Brocchi.                                                                                      | Galasso Ier Pio (?-† 13 mars 1367), fils du précédent et de Fiandrina, ou Franchina Brocchi.                                                                                      | Galasso Ier Pio (?-† 13 mars 1367), fils du précédent et de Fiandrina, ou Franchina Brocchi.                                                                                      | Galasso Ier Pio (?-† 13 mars 1367), fils du précédent et de Fiandrina, ou Franchina Brocchi.                                                                                      | Galasso Ier Pio (?-† 13 mars 1367), fils du précédent et de Fiandrina, ou Franchina Brocchi.                                                                                      | Galasso Ier Pio (?-† 13 mars 1367), fils du précédent et de Fiandrina, ou Franchina Brocchi.                                       | Galasso Ier Pio (?-† 13 mars 1367), fils du précédent et de Fiandrina, ou Franchina Brocchi.                                       | Galasso Ier Pio (?-† 13 mars 1367), fils du précédent et de Fiandrina, ou Franchina Brocchi.                                       | Galasso Ier Pio (?-† 13 mars 1367), fils du précédent et de Fiandrina, ou Franchina Brocchi.                                   | Galasso Ier Pio (?-† 13 mars 1367), fils du précédent et de Fiandrina, ou Franchina Brocchi.                                   | Galasso Ier Pio (?-† 13 mars 1367), fils du précédent et de Fiandrina, ou Franchina Brocchi.                                   | Galasso Ier Pio (?-† 13 mars 1367), fils du précédent et de Fiandrina, ou Franchina Brocchi.                                   | Galasso Ier Pio (?-† 13 mars 1367), fils du précédent et de Fiandrina, ou Franchina Brocchi.                                   | Galasso Ier Pio (?-† 13 mars 1367), fils du précédent et de Fiandrina, ou Franchina Brocchi.                                                           | Galasso Ier Pio (?-† 13 mars 1367), fils du précédent et de Fiandrina, ou Franchina Brocchi.                                                           | Galasso Ier Pio (?-† 13 mars 1367), fils du précédent et de Fiandrina, ou Franchina Brocchi.                                                           | Galasso Ier Pio (?-† 13 mars 1367), fils du précédent et de Fiandrina, ou Franchina Brocchi.                                                           | Galasso Ier Pio (?-† 13 mars 1367), fils du précédent et de Fiandrina, ou Franchina Brocchi.                                                           | Galasso Ier Pio (?-† 13 mars 1367), fils du précédent et de Fiandrina, ou Franchina Brocchi.                                                           | Galasso Ier Pio (?-† 13 mars 1367), fils du précédent et de Fiandrina, ou Franchina Brocchi.                                                           | Galasso Ier Pio (?-† 13 mars 1367), fils du précédent et de Fiandrina, ou Franchina Brocchi.                                                           | Galasso Ier Pio (?-† 13 mars 1367), fils du précédent et de Fiandrina, ou Franchina Brocchi.                                                           | Galasso Ier Pio (?-† 13 mars 1367), fils du précédent et de Fiandrina, ou Franchina Brocchi.                                                           | Galasso Ier Pio (?-† 13 mars 1367), fils du précédent et de Fiandrina, ou Franchina Brocchi.                                                           | Galasso Ier Pio (?-† 13 mars 1367), fils du précédent et de Fiandrina, ou Franchina Brocchi.                                                           | Galasso Ier Pio (?-† 13 mars 1367), fils du précédent et de Fiandrina, ou Franchina Brocchi.                                                           | Galasso Ier Pio (?-† 13 mars 1367), fils du précédent et de Fiandrina, ou Franchina Brocchi.                                                           | Galasso Ier Pio (?-† 13 mars 1367), fils du précédent et de Fiandrina, ou Franchina Brocchi.                                                           | Galasso Ier Pio (?-† 13 mars 1367), fils du précédent et de Fiandrina, ou Franchina Brocchi.                                                           | Galasso Ier Pio (?-† 13 mars 1367), fils du précédent et de Fiandrina, ou Franchina Brocchi.                                                           | Galasso Ier Pio (?-† 13 mars 1367), fils du précédent et de Fiandrina, ou Franchina Brocchi.                                                           | Galasso Ier Pio (?-† 13 mars 1367), fils du précédent et de Fiandrina, ou Franchina Brocchi.                                                           | Galasso Ier Pio (?-† 13 mars 1367), fils du précédent et de Fiandrina, ou Franchina Brocchi.                                                           | Galasso Ier Pio (?-† 13 mars 1367), fils du précédent et de Fiandrina, ou Franchina Brocchi.                                                           | Galasso Ier Pio (?-† 13 mars 1367), fils du précédent et de Fiandrina, ou Franchina Brocchi.                                                           | Galasso Ier Pio (?-† 13 mars 1367), fils du précédent et de Fiandrina, ou Franchina Brocchi.                                                           | Galasso Ier Pio (?-† 13 mars 1367), fils du précédent et de Fiandrina, ou Franchina Brocchi.                                                           | Galasso Ier Pio (?-† 13 mars 1367), fils du précédent et de Fiandrina, ou Franchina Brocchi.                                                           |
| 13 mars 1367-1384               | Giberto Ier Pio (?-† 1389), fils du précédent et de Beatrice da Correggio. | Giberto Ier Pio (?-† 1389), fils du précédent et de Beatrice da Correggio. | Giberto Ier Pio (?-† 1389), fils du précédent et de Beatrice da Correggio. | Giberto Ier Pio (?-† 1389), fils du précédent et de Beatrice da Correggio. | Giberto Ier Pio (?-† 1389), fils du précédent et de Beatrice da Correggio. | Giberto Ier Pio (?-† 1389), fils du précédent et de Beatrice da Correggio. | Giberto Ier Pio (?-† 1389), fils du précédent et de Beatrice da Correggio. | Giberto Ier Pio (?-† 1389), fils du précédent et de Beatrice da Correggio. | Giberto Ier Pio (?-† 1389), fils du précédent et de Beatrice da Correggio. | Giberto Ier Pio (?-† 1389), fils du précédent et de Beatrice da Correggio. | Giberto Ier Pio (?-† 1389), fils du précédent et de Beatrice da Correggio. | Giberto Ier Pio (?-† 1389), fils du précédent et de Beatrice da Correggio. | Giberto Ier Pio (?-† 1389), fils du précédent et de Beatrice da Correggio. | Giberto Ier Pio (?-† 1389), fils du précédent et de Beatrice da Correggio. | Giberto Ier Pio (?-† 1389), fils du précédent et de Beatrice da Correggio. | Giberto Ier Pio (?-† 1389), fils du précédent et de Beatrice da Correggio. | Giberto Ier Pio (?-† 1389), fils du précédent et de Beatrice da Correggio. | Giberto Ier Pio (?-† 1389), fils du précédent et de Beatrice da Correggio.                                                         | Giberto Ier Pio (?-† 1389), fils du précédent et de Beatrice da Correggio.                                                         | Giberto Ier Pio (?-† 1389), fils du précédent et de Beatrice da Correggio.                                                         | Giberto Ier Pio (?-† 1389), fils du précédent et de Beatrice da Correggio.                                                     | Giberto Ier Pio (?-† 1389), fils du précédent et de Beatrice da Correggio.                                                     | Giberto Ier Pio (?-† 1389), fils du précédent et de Beatrice da Correggio.                                                     | Giberto Ier Pio (?-† 1389), fils du précédent et de Beatrice da Correggio.                                                     | Giberto Ier Pio (?-† 1389), fils du précédent et de Beatrice da Correggio.                                                     | Marsiglio Pio (?-† 1384), fils du précédent et de Beatrice da Correggio.                                                                               | Marsiglio Pio (?-† 1384), fils du précédent et de Beatrice da Correggio.                                                                               | Marsiglio Pio (?-† 1384), fils du précédent et de Beatrice da Correggio.                                                                               | Marsiglio Pio (?-† 1384), fils du précédent et de Beatrice da Correggio.                                                                               | Marsiglio Pio (?-† 1384), fils du précédent et de Beatrice da Correggio.                                                                               | Marsiglio Pio (?-† 1384), fils du précédent et de Beatrice da Correggio.                                                                               | Marsiglio Pio (?-† 1384), fils du précédent et de Beatrice da Correggio.                                                                               | Marsiglio Pio (?-† 1384), fils du précédent et de Beatrice da Correggio.                                                                               | Marsiglio Pio (?-† 1384), fils du précédent et de Beatrice da Correggio.                                                                               | Marsiglio Pio (?-† 1384), fils du précédent et de Beatrice da Correggio.                                                                               | Marsiglio Pio (?-† 1384), fils du précédent et de Beatrice da Correggio.                                                                               | Marsiglio Pio (?-† 1384), fils du précédent et de Beatrice da Correggio.                                                                               | Marsiglio Pio (?-† 1384), fils du précédent et de Beatrice da Correggio.                                                                               | Marsiglio Pio (?-† 1384), fils du précédent et de Beatrice da Correggio.                                                                               | Marsiglio Pio (?-† 1384), fils du précédent et de Beatrice da Correggio.                                                                               | Marsiglio Pio (?-† 1384), fils du précédent et de Beatrice da Correggio.                                                                               | Marsiglio Pio (?-† 1384), fils du précédent et de Beatrice da Correggio.                                                                               | Marsiglio Pio (?-† 1384), fils du précédent et de Beatrice da Correggio.                                                                               | Marsiglio Pio (?-† 1384), fils du précédent et de Beatrice da Correggio.                                                                               | Marsiglio Pio (?-† 1384), fils du précédent et de Beatrice da Correggio.                                                                               | Marsiglio Pio (?-† 1384), fils du précédent et de Beatrice da Correggio.                                                                               | Marsiglio Pio (?-† 1384), fils du précédent et de Beatrice da Correggio.                                                                               | Marsiglio Pio (?-† 1384), fils du précédent et de Beatrice da Correggio.                                                                               | Marsiglio Pio (?-† 1384), fils du précédent et de Beatrice da Correggio.                                                                               | Marsiglio Pio (?-† 1384), fils du précédent et de Beatrice da Correggio.                                                                               |
| 1384-1389                       | Giberto Ier Pio (?-† 1389), seul seigneur. | Giberto Ier Pio (?-† 1389), seul seigneur. | Giberto Ier Pio (?-† 1389), seul seigneur. | Giberto Ier Pio (?-† 1389), seul seigneur. | Giberto Ier Pio (?-† 1389), seul seigneur. | Giberto Ier Pio (?-† 1389), seul seigneur. | Giberto Ier Pio (?-† 1389), seul seigneur. | Giberto Ier Pio (?-† 1389), seul seigneur. | Giberto Ier Pio (?-† 1389), seul seigneur. | Giberto Ier Pio (?-† 1389), seul seigneur. | Giberto Ier Pio (?-† 1389), seul seigneur. | Giberto Ier Pio (?-† 1389), seul seigneur. | Giberto Ier Pio (?-† 1389), seul seigneur. | Giberto Ier Pio (?-† 1389), seul seigneur. | Giberto Ier Pio (?-† 1389), seul seigneur. | Giberto Ier Pio (?-† 1389), seul seigneur. | Giberto Ier Pio (?-† 1389), seul seigneur. | Giberto Ier Pio (?-† 1389), seul seigneur.                                                                                         | Giberto Ier Pio (?-† 1389), seul seigneur.                                                                                         | Giberto Ier Pio (?-† 1389), seul seigneur.                                                                                         | Giberto Ier Pio (?-† 1389), seul seigneur.                                                                                     | Giberto Ier Pio (?-† 1389), seul seigneur.                                                                                     | Giberto Ier Pio (?-† 1389), seul seigneur.                                                                                     | Giberto Ier Pio (?-† 1389), seul seigneur.                                                                                     | Giberto Ier Pio (?-† 1389), seul seigneur.                                                                                     | Giberto Ier Pio (?-† 1389), seul seigneur. | Giberto Ier Pio (?-† 1389), seul seigneur. | Giberto Ier Pio (?-† 1389), seul seigneur. | Giberto Ier Pio (?-† 1389), seul seigneur. | Giberto Ier Pio (?-† 1389), seul seigneur. | Giberto Ier Pio (?-† 1389), seul seigneur. | Giberto Ier Pio (?-† 1389), seul seigneur. | Giberto Ier Pio (?-† 1389), seul seigneur. | Giberto Ier Pio (?-† 1389), seul seigneur. | Giberto Ier Pio (?-† 1389), seul seigneur. | Giberto Ier Pio (?-† 1389), seul seigneur. | Giberto Ier Pio (?-† 1389), seul seigneur. | Giberto Ier Pio (?-† 1389), seul seigneur. | Giberto Ier Pio (?-† 1389), seul seigneur. | Giberto Ier Pio (?-† 1389), seul seigneur. | Giberto Ier Pio (?-† 1389), seul seigneur. | Giberto Ier Pio (?-† 1389), seul seigneur. | Giberto Ier Pio (?-† 1389), seul seigneur. | Giberto Ier Pio (?-† 1389), seul seigneur. | Giberto Ier Pio (?-† 1389), seul seigneur. | Giberto Ier Pio (?-† 1389), seul seigneur. | Giberto Ier Pio (?-† 1389), seul seigneur. | Giberto Ier Pio (?-† 1389), seul seigneur. | Giberto Ier Pio (?-† 1389), seul seigneur. | Giberto Ier Pio (?-† 1389), seul seigneur. |
| 1389-1412                       | Alberto Ier Pio (?-† 1412), fils du précédent et de Bianca Casati, seigneur sous la régence de sa belle-mère de 1389 à 1390.                                                      | Alberto Ier Pio (?-† 1412), fils du précédent et de Bianca Casati, seigneur sous la régence de sa belle-mère de 1389 à 1390.                                                      | Alberto Ier Pio (?-† 1412), fils du précédent et de Bianca Casati, seigneur sous la régence de sa belle-mère de 1389 à 1390.                                                      | Alberto Ier Pio (?-† 1412), fils du précédent et de Bianca Casati, seigneur sous la régence de sa belle-mère de 1389 à 1390.                                                      | Alberto Ier Pio (?-† 1412), fils du précédent et de Bianca Casati, seigneur sous la régence de sa belle-mère de 1389 à 1390.                                                      | Alberto Ier Pio (?-† 1412), fils du précédent et de Bianca Casati, seigneur sous la régence de sa belle-mère de 1389 à 1390.                                                      | Alberto Ier Pio (?-† 1412), fils du précédent et de Bianca Casati, seigneur sous la régence de sa belle-mère de 1389 à 1390.                                                      | Alberto Ier Pio (?-† 1412), fils du précédent et de Bianca Casati, seigneur sous la régence de sa belle-mère de 1389 à 1390.                                                      | Alberto Ier Pio (?-† 1412), fils du précédent et de Bianca Casati, seigneur sous la régence de sa belle-mère de 1389 à 1390.                                                      | Alberto Ier Pio (?-† 1412), fils du précédent et de Bianca Casati, seigneur sous la régence de sa belle-mère de 1389 à 1390.                                                      | Alberto Ier Pio (?-† 1412), fils du précédent et de Bianca Casati, seigneur sous la régence de sa belle-mère de 1389 à 1390.                                                      | Alberto Ier Pio (?-† 1412), fils du précédent et de Bianca Casati, seigneur sous la régence de sa belle-mère de 1389 à 1390.                                                      | Alberto Ier Pio (?-† 1412), fils du précédent et de Bianca Casati, seigneur sous la régence de sa belle-mère de 1389 à 1390.                                                      | Alberto Ier Pio (?-† 1412), fils du précédent et de Bianca Casati, seigneur sous la régence de sa belle-mère de 1389 à 1390.                                                      | Alberto Ier Pio (?-† 1412), fils du précédent et de Bianca Casati, seigneur sous la régence de sa belle-mère de 1389 à 1390.                                                      | Alberto Ier Pio (?-† 1412), fils du précédent et de Bianca Casati, seigneur sous la régence de sa belle-mère de 1389 à 1390.                                                      | Alberto Ier Pio (?-† 1412), fils du précédent et de Bianca Casati, seigneur sous la régence de sa belle-mère de 1389 à 1390.                                                      | Alberto Ier Pio (?-† 1412), fils du précédent et de Bianca Casati, seigneur sous la régence de sa belle-mère de 1389 à 1390.       | Alberto Ier Pio (?-† 1412), fils du précédent et de Bianca Casati, seigneur sous la régence de sa belle-mère de 1389 à 1390.       | Alberto Ier Pio (?-† 1412), fils du précédent et de Bianca Casati, seigneur sous la régence de sa belle-mère de 1389 à 1390.       | Alberto Ier Pio (?-† 1412), fils du précédent et de Bianca Casati, seigneur sous la régence de sa belle-mère de 1389 à 1390.   | Alberto Ier Pio (?-† 1412), fils du précédent et de Bianca Casati, seigneur sous la régence de sa belle-mère de 1389 à 1390.   | Alberto Ier Pio (?-† 1412), fils du précédent et de Bianca Casati, seigneur sous la régence de sa belle-mère de 1389 à 1390.   | Alberto Ier Pio (?-† 1412), fils du précédent et de Bianca Casati, seigneur sous la régence de sa belle-mère de 1389 à 1390.   | Alberto Ier Pio (?-† 1412), fils du précédent et de Bianca Casati, seigneur sous la régence de sa belle-mère de 1389 à 1390.   | Marco Ier Pio (?-† à Ferrare, 1418), fils du précédent et de Taddea Fieschi des comtes de Lavagna, seigneur sous la régence de sa mère de 1389 à 1390. | Marco Ier Pio (?-† à Ferrare, 1418), fils du précédent et de Taddea Fieschi des comtes de Lavagna, seigneur sous la régence de sa mère de 1389 à 1390. | Marco Ier Pio (?-† à Ferrare, 1418), fils du précédent et de Taddea Fieschi des comtes de Lavagna, seigneur sous la régence de sa mère de 1389 à 1390. | Marco Ier Pio (?-† à Ferrare, 1418), fils du précédent et de Taddea Fieschi des comtes de Lavagna, seigneur sous la régence de sa mère de 1389 à 1390. | Marco Ier Pio (?-† à Ferrare, 1418), fils du précédent et de Taddea Fieschi des comtes de Lavagna, seigneur sous la régence de sa mère de 1389 à 1390. | Marco Ier Pio (?-† à Ferrare, 1418), fils du précédent et de Taddea Fieschi des comtes de Lavagna, seigneur sous la régence de sa mère de 1389 à 1390. | Marco Ier Pio (?-† à Ferrare, 1418), fils du précédent et de Taddea Fieschi des comtes de Lavagna, seigneur sous la régence de sa mère de 1389 à 1390. | Marco Ier Pio (?-† à Ferrare, 1418), fils du précédent et de Taddea Fieschi des comtes de Lavagna, seigneur sous la régence de sa mère de 1389 à 1390. | Marco Ier Pio (?-† à Ferrare, 1418), fils du précédent et de Taddea Fieschi des comtes de Lavagna, seigneur sous la régence de sa mère de 1389 à 1390. | Marco Ier Pio (?-† à Ferrare, 1418), fils du précédent et de Taddea Fieschi des comtes de Lavagna, seigneur sous la régence de sa mère de 1389 à 1390. | Marco Ier Pio (?-† à Ferrare, 1418), fils du précédent et de Taddea Fieschi des comtes de Lavagna, seigneur sous la régence de sa mère de 1389 à 1390. | Marco Ier Pio (?-† à Ferrare, 1418), fils du précédent et de Taddea Fieschi des comtes de Lavagna, seigneur sous la régence de sa mère de 1389 à 1390. | Marco Ier Pio (?-† à Ferrare, 1418), fils du précédent et de Taddea Fieschi des comtes de Lavagna, seigneur sous la régence de sa mère de 1389 à 1390. | Marco Ier Pio (?-† à Ferrare, 1418), fils du précédent et de Taddea Fieschi des comtes de Lavagna, seigneur sous la régence de sa mère de 1389 à 1390. | Marco Ier Pio (?-† à Ferrare, 1418), fils du précédent et de Taddea Fieschi des comtes de Lavagna, seigneur sous la régence de sa mère de 1389 à 1390. | Marco Ier Pio (?-† à Ferrare, 1418), fils du précédent et de Taddea Fieschi des comtes de Lavagna, seigneur sous la régence de sa mère de 1389 à 1390. | Marco Ier Pio (?-† à Ferrare, 1418), fils du précédent et de Taddea Fieschi des comtes de Lavagna, seigneur sous la régence de sa mère de 1389 à 1390. | Marco Ier Pio (?-† à Ferrare, 1418), fils du précédent et de Taddea Fieschi des comtes de Lavagna, seigneur sous la régence de sa mère de 1389 à 1390. | Marco Ier Pio (?-† à Ferrare, 1418), fils du précédent et de Taddea Fieschi des comtes de Lavagna, seigneur sous la régence de sa mère de 1389 à 1390. | Marco Ier Pio (?-† à Ferrare, 1418), fils du précédent et de Taddea Fieschi des comtes de Lavagna, seigneur sous la régence de sa mère de 1389 à 1390. | Marco Ier Pio (?-† à Ferrare, 1418), fils du précédent et de Taddea Fieschi des comtes de Lavagna, seigneur sous la régence de sa mère de 1389 à 1390. | Marco Ier Pio (?-† à Ferrare, 1418), fils du précédent et de Taddea Fieschi des comtes de Lavagna, seigneur sous la régence de sa mère de 1389 à 1390. | Marco Ier Pio (?-† à Ferrare, 1418), fils du précédent et de Taddea Fieschi des comtes de Lavagna, seigneur sous la régence de sa mère de 1389 à 1390. | Marco Ier Pio (?-† à Ferrare, 1418), fils du précédent et de Taddea Fieschi des comtes de Lavagna, seigneur sous la régence de sa mère de 1389 à 1390. | Marco Ier Pio (?-† à Ferrare, 1418), fils du précédent et de Taddea Fieschi des comtes de Lavagna, seigneur sous la régence de sa mère de 1389 à 1390. |
| 1412-1418                       | Marco Ier Pio (?-† à Ferrare, 1418) | Marco Ier Pio (?-† à Ferrare, 1418) | Marco Ier Pio (?-† à Ferrare, 1418) | Marco Ier Pio (?-† à Ferrare, 1418) | Marco Ier Pio (?-† à Ferrare, 1418) | Marco Ier Pio (?-† à Ferrare, 1418) | Marco Ier Pio (?-† à Ferrare, 1418) | Marco Ier Pio (?-† à Ferrare, 1418) | Marco Ier Pio (?-† à Ferrare, 1418) | Marco Ier Pio (?-† à Ferrare, 1418) | Marco Ier Pio (?-† à Ferrare, 1418) | Marco Ier Pio (?-† à Ferrare, 1418) | Marco Ier Pio (?-† à Ferrare, 1418) | Marco Ier Pio (?-† à Ferrare, 1418) | Marco Ier Pio (?-† à Ferrare, 1418) | Marco Ier Pio (?-† à Ferrare, 1418) | Marco Ier Pio (?-† à Ferrare, 1418) | Marco Ier Pio (?-† à Ferrare, 1418)                                                                                                | Marco Ier Pio (?-† à Ferrare, 1418)                                                                                                | Marco Ier Pio (?-† à Ferrare, 1418)                                                                                                | Marco Ier Pio (?-† à Ferrare, 1418)                                                                                            | Marco Ier Pio (?-† à Ferrare, 1418)                                                                                            | Marco Ier Pio (?-† à Ferrare, 1418)                                                                                            | Marco Ier Pio (?-† à Ferrare, 1418)                                                                                            | Marco Ier Pio (?-† à Ferrare, 1418)                                                                                            | Marco Ier Pio (?-† à Ferrare, 1418) | Marco Ier Pio (?-† à Ferrare, 1418) | Marco Ier Pio (?-† à Ferrare, 1418) | Marco Ier Pio (?-† à Ferrare, 1418) | Marco Ier Pio (?-† à Ferrare, 1418) | Marco Ier Pio (?-† à Ferrare, 1418) | Marco Ier Pio (?-† à Ferrare, 1418) | Marco Ier Pio (?-† à Ferrare, 1418) | Marco Ier Pio (?-† à Ferrare, 1418) | Marco Ier Pio (?-† à Ferrare, 1418) | Marco Ier Pio (?-† à Ferrare, 1418) | Marco Ier Pio (?-† à Ferrare, 1418) | Marco Ier Pio (?-† à Ferrare, 1418) | Marco Ier Pio (?-† à Ferrare, 1418) | Marco Ier Pio (?-† à Ferrare, 1418) | Marco Ier Pio (?-† à Ferrare, 1418) | Marco Ier Pio (?-† à Ferrare, 1418) | Marco Ier Pio (?-† à Ferrare, 1418) | Marco Ier Pio (?-† à Ferrare, 1418) | Marco Ier Pio (?-† à Ferrare, 1418) | Marco Ier Pio (?-† à Ferrare, 1418) | Marco Ier Pio (?-† à Ferrare, 1418) | Marco Ier Pio (?-† à Ferrare, 1418) | Marco Ier Pio (?-† à Ferrare, 1418) | Marco Ier Pio (?-† à Ferrare, 1418) |
| 1418                            | Marco Ier Pio (?-† à Ferrare, 1418) | Marco Ier Pio (?-† à Ferrare, 1418) | Marco Ier Pio (?-† à Ferrare, 1418) | Marco Ier Pio (?-† à Ferrare, 1418) | Marco Ier Pio (?-† à Ferrare, 1418) | Marco Ier Pio (?-† à Ferrare, 1418) | Marco Ier Pio (?-† à Ferrare, 1418) | Marco Ier Pio (?-† à Ferrare, 1418) | Marco Ier Pio (?-† à Ferrare, 1418) | Marco Ier Pio (?-† à Ferrare, 1418) | Giovanni Pio (?-† 1418), fils de Marco Ier et de Taddea de' Roberti, associé à son père.                                                                                          | Giovanni Pio (?-† 1418), fils de Marco Ier et de Taddea de' Roberti, associé à son père.                                                                                          | Giovanni Pio (?-† 1418), fils de Marco Ier et de Taddea de' Roberti, associé à son père.                                                                                          | Giovanni Pio (?-† 1418), fils de Marco Ier et de Taddea de' Roberti, associé à son père.                                                                                          | Giovanni Pio (?-† 1418), fils de Marco Ier et de Taddea de' Roberti, associé à son père.                                                                                          | Giovanni Pio (?-† 1418), fils de Marco Ier et de Taddea de' Roberti, associé à son père.                                                                                          | Giovanni Pio (?-† 1418), fils de Marco Ier et de Taddea de' Roberti, associé à son père.                                                                                          | Giovanni Pio (?-† 1418), fils de Marco Ier et de Taddea de' Roberti, associé à son père.                                           | Giovanni Pio (?-† 1418), fils de Marco Ier et de Taddea de' Roberti, associé à son père.                                           | Giovanni Pio (?-† 1418), fils de Marco Ier et de Taddea de' Roberti, associé à son père.                                           | Alberto II Pio il Vecchio (?-† à Carpi, 1463 ou 1464), fils de Marco Ier et de Taddea de' Roberti, associé à son père.         | Alberto II Pio il Vecchio (?-† à Carpi, 1463 ou 1464), fils de Marco Ier et de Taddea de' Roberti, associé à son père.         | Alberto II Pio il Vecchio (?-† à Carpi, 1463 ou 1464), fils de Marco Ier et de Taddea de' Roberti, associé à son père.         | Alberto II Pio il Vecchio (?-† à Carpi, 1463 ou 1464), fils de Marco Ier et de Taddea de' Roberti, associé à son père.         | Alberto II Pio il Vecchio (?-† à Carpi, 1463 ou 1464), fils de Marco Ier et de Taddea de' Roberti, associé à son père.         | Alberto II Pio il Vecchio (?-† à Carpi, 1463 ou 1464), fils de Marco Ier et de Taddea de' Roberti, associé à son père.                                 | Alberto II Pio il Vecchio (?-† à Carpi, 1463 ou 1464), fils de Marco Ier et de Taddea de' Roberti, associé à son père.                                 | Alberto II Pio il Vecchio (?-† à Carpi, 1463 ou 1464), fils de Marco Ier et de Taddea de' Roberti, associé à son père.                                 | Alberto II Pio il Vecchio (?-† à Carpi, 1463 ou 1464), fils de Marco Ier et de Taddea de' Roberti, associé à son père.                                 | Alberto II Pio il Vecchio (?-† à Carpi, 1463 ou 1464), fils de Marco Ier et de Taddea de' Roberti, associé à son père.                                 | Giberto II Pio (?-† 17 juillet 1466), fils de Marco Ier et de Taddea de' Roberti, associé à son père.                                                  | Giberto II Pio (?-† 17 juillet 1466), fils de Marco Ier et de Taddea de' Roberti, associé à son père.                                                  | Giberto II Pio (?-† 17 juillet 1466), fils de Marco Ier et de Taddea de' Roberti, associé à son père.                                                  | Giberto II Pio (?-† 17 juillet 1466), fils de Marco Ier et de Taddea de' Roberti, associé à son père.                                                  | Giberto II Pio (?-† 17 juillet 1466), fils de Marco Ier et de Taddea de' Roberti, associé à son père.                                                  | Giberto II Pio (?-† 17 juillet 1466), fils de Marco Ier et de Taddea de' Roberti, associé à son père.                                                  | Giberto II Pio (?-† 17 juillet 1466), fils de Marco Ier et de Taddea de' Roberti, associé à son père.                                                  | Giberto II Pio (?-† 17 juillet 1466), fils de Marco Ier et de Taddea de' Roberti, associé à son père.                                                  | Giberto II Pio (?-† 17 juillet 1466), fils de Marco Ier et de Taddea de' Roberti, associé à son père.                                                  | Giberto II Pio (?-† 17 juillet 1466), fils de Marco Ier et de Taddea de' Roberti, associé à son père.                                                  | Galasso II Pio (?-† 1465), fils de Marco Ier et de Taddea de' Roberti, associé à son père.                                                             | Galasso II Pio (?-† 1465), fils de Marco Ier et de Taddea de' Roberti, associé à son père.                                                             | Galasso II Pio (?-† 1465), fils de Marco Ier et de Taddea de' Roberti, associé à son père.                                                             | Galasso II Pio (?-† 1465), fils de Marco Ier et de Taddea de' Roberti, associé à son père.                                                             | Galasso II Pio (?-† 1465), fils de Marco Ier et de Taddea de' Roberti, associé à son père.                                                             | Galasso II Pio (?-† 1465), fils de Marco Ier et de Taddea de' Roberti, associé à son père.                                                             | Galasso II Pio (?-† 1465), fils de Marco Ier et de Taddea de' Roberti, associé à son père.                                                             | Galasso II Pio (?-† 1465), fils de Marco Ier et de Taddea de' Roberti, associé à son père.                                                             | Galasso II Pio (?-† 1465), fils de Marco Ier et de Taddea de' Roberti, associé à son père.                                                             | Galasso II Pio (?-† 1465), fils de Marco Ier et de Taddea de' Roberti, associé à son père.                                                             |
| 1418                            | Marco Ier Pio (?-† à Ferrare, 1418) | Marco Ier Pio (?-† à Ferrare, 1418) | Marco Ier Pio (?-† à Ferrare, 1418) | Marco Ier Pio (?-† à Ferrare, 1418) | Marco Ier Pio (?-† à Ferrare, 1418) | Marco Ier Pio (?-† à Ferrare, 1418) | Marco Ier Pio (?-† à Ferrare, 1418) | Marco Ier Pio (?-† à Ferrare, 1418) | Marco Ier Pio (?-† à Ferrare, 1418) | Marco Ier Pio (?-† à Ferrare, 1418) | Marco Ier Pio (?-† à Ferrare, 1418) | Marco Ier Pio (?-† à Ferrare, 1418) | Marco Ier Pio (?-† à Ferrare, 1418) | Marco Ier Pio (?-† à Ferrare, 1418) | Marco Ier Pio (?-† à Ferrare, 1418) | Marco Ier Pio (?-† à Ferrare, 1418) | Marco Ier Pio (?-† à Ferrare, 1418) | Marco Ier Pio (?-† à Ferrare, 1418)                                                                                                | Marco Ier Pio (?-† à Ferrare, 1418)                                                                                                | Marco Ier Pio (?-† à Ferrare, 1418)                                                                                                | Alberto II Pio il Vecchio (?-† à Carpi, 1463 ou 1464), associé à son père.                                                     | Alberto II Pio il Vecchio (?-† à Carpi, 1463 ou 1464), associé à son père.                                                     | Alberto II Pio il Vecchio (?-† à Carpi, 1463 ou 1464), associé à son père.                                                     | Alberto II Pio il Vecchio (?-† à Carpi, 1463 ou 1464), associé à son père.                                                     | Alberto II Pio il Vecchio (?-† à Carpi, 1463 ou 1464), associé à son père.                                                     | Alberto II Pio il Vecchio (?-† à Carpi, 1463 ou 1464), associé à son père.                                                                             | Alberto II Pio il Vecchio (?-† à Carpi, 1463 ou 1464), associé à son père.                                                                             | Alberto II Pio il Vecchio (?-† à Carpi, 1463 ou 1464), associé à son père.                                                                             | Alberto II Pio il Vecchio (?-† à Carpi, 1463 ou 1464), associé à son père.                                                                             | Alberto II Pio il Vecchio (?-† à Carpi, 1463 ou 1464), associé à son père.                                                                             | Giberto II Pio (?-† 17 juillet 1466), associé à son père.                                                                                              | Giberto II Pio (?-† 17 juillet 1466), associé à son père.                                                                                              | Giberto II Pio (?-† 17 juillet 1466), associé à son père.                                                                                              | Giberto II Pio (?-† 17 juillet 1466), associé à son père.                                                                                              | Giberto II Pio (?-† 17 juillet 1466), associé à son père.                                                                                              | Giberto II Pio (?-† 17 juillet 1466), associé à son père.                                                                                              | Giberto II Pio (?-† 17 juillet 1466), associé à son père.                                                                                              | Giberto II Pio (?-† 17 juillet 1466), associé à son père.                                                                                              | Giberto II Pio (?-† 17 juillet 1466), associé à son père.                                                                                              | Giberto II Pio (?-† 17 juillet 1466), associé à son père.                                                                                              | Galasso II Pio (?-† 1465), associé à son père. | Galasso II Pio (?-† 1465), associé à son père. | Galasso II Pio (?-† 1465), associé à son père. | Galasso II Pio (?-† 1465), associé à son père. | Galasso II Pio (?-† 1465), associé à son père. | Galasso II Pio (?-† 1465), associé à son père. | Galasso II Pio (?-† 1465), associé à son père. | Galasso II Pio (?-† 1465), associé à son père. | Galasso II Pio (?-† 1465), associé à son père. | Galasso II Pio (?-† 1465), associé à son père. |
| 1418-1463 ou 1464               | Alberto II Pio di Savoia il Vecchio (?-† à Carpi, 1463 ou 1464), reçoit par lettre patente du duc de Savoie le 27 janvier 1450 le privilège d'accoler à son nom celui des Savoie. | Alberto II Pio di Savoia il Vecchio (?-† à Carpi, 1463 ou 1464), reçoit par lettre patente du duc de Savoie le 27 janvier 1450 le privilège d'accoler à son nom celui des Savoie. | Alberto II Pio di Savoia il Vecchio (?-† à Carpi, 1463 ou 1464), reçoit par lettre patente du duc de Savoie le 27 janvier 1450 le privilège d'accoler à son nom celui des Savoie. | Alberto II Pio di Savoia il Vecchio (?-† à Carpi, 1463 ou 1464), reçoit par lettre patente du duc de Savoie le 27 janvier 1450 le privilège d'accoler à son nom celui des Savoie. | Alberto II Pio di Savoia il Vecchio (?-† à Carpi, 1463 ou 1464), reçoit par lettre patente du duc de Savoie le 27 janvier 1450 le privilège d'accoler à son nom celui des Savoie. | Alberto II Pio di Savoia il Vecchio (?-† à Carpi, 1463 ou 1464), reçoit par lettre patente du duc de Savoie le 27 janvier 1450 le privilège d'accoler à son nom celui des Savoie. | Alberto II Pio di Savoia il Vecchio (?-† à Carpi, 1463 ou 1464), reçoit par lettre patente du duc de Savoie le 27 janvier 1450 le privilège d'accoler à son nom celui des Savoie. | Alberto II Pio di Savoia il Vecchio (?-† à Carpi, 1463 ou 1464), reçoit par lettre patente du duc de Savoie le 27 janvier 1450 le privilège d'accoler à son nom celui des Savoie. | Alberto II Pio di Savoia il Vecchio (?-† à Carpi, 1463 ou 1464), reçoit par lettre patente du duc de Savoie le 27 janvier 1450 le privilège d'accoler à son nom celui des Savoie. | Alberto II Pio di Savoia il Vecchio (?-† à Carpi, 1463 ou 1464), reçoit par lettre patente du duc de Savoie le 27 janvier 1450 le privilège d'accoler à son nom celui des Savoie. | Alberto II Pio di Savoia il Vecchio (?-† à Carpi, 1463 ou 1464), reçoit par lettre patente du duc de Savoie le 27 janvier 1450 le privilège d'accoler à son nom celui des Savoie. | Alberto II Pio di Savoia il Vecchio (?-† à Carpi, 1463 ou 1464), reçoit par lettre patente du duc de Savoie le 27 janvier 1450 le privilège d'accoler à son nom celui des Savoie. | Alberto II Pio di Savoia il Vecchio (?-† à Carpi, 1463 ou 1464), reçoit par lettre patente du duc de Savoie le 27 janvier 1450 le privilège d'accoler à son nom celui des Savoie. | Alberto II Pio di Savoia il Vecchio (?-† à Carpi, 1463 ou 1464), reçoit par lettre patente du duc de Savoie le 27 janvier 1450 le privilège d'accoler à son nom celui des Savoie. | Alberto II Pio di Savoia il Vecchio (?-† à Carpi, 1463 ou 1464), reçoit par lettre patente du duc de Savoie le 27 janvier 1450 le privilège d'accoler à son nom celui des Savoie. | Alberto II Pio di Savoia il Vecchio (?-† à Carpi, 1463 ou 1464), reçoit par lettre patente du duc de Savoie le 27 janvier 1450 le privilège d'accoler à son nom celui des Savoie. | Alberto II Pio di Savoia il Vecchio (?-† à Carpi, 1463 ou 1464), reçoit par lettre patente du duc de Savoie le 27 janvier 1450 le privilège d'accoler à son nom celui des Savoie. | Giberto II Pio (?-† 17 juillet 1466)                                                                                               | Giberto II Pio (?-† 17 juillet 1466)                                                                                               | Giberto II Pio (?-† 17 juillet 1466)                                                                                               | Giberto II Pio (?-† 17 juillet 1466)                                                                                           | Giberto II Pio (?-† 17 juillet 1466)                                                                                           | Giberto II Pio (?-† 17 juillet 1466)                                                                                           | Giberto II Pio (?-† 17 juillet 1466)                                                                                           | Giberto II Pio (?-† 17 juillet 1466)                                                                                           | Giberto II Pio (?-† 17 juillet 1466) | Giberto II Pio (?-† 17 juillet 1466) | Giberto II Pio (?-† 17 juillet 1466) | Giberto II Pio (?-† 17 juillet 1466) | Giberto II Pio (?-† 17 juillet 1466) | Giberto II Pio (?-† 17 juillet 1466) | Giberto II Pio (?-† 17 juillet 1466) | Giberto II Pio (?-† 17 juillet 1466) | Giberto II Pio (?-† 17 juillet 1466) | Galasso II Pio di Savoia (?-† 1465) | Galasso II Pio di Savoia (?-† 1465) | Galasso II Pio di Savoia (?-† 1465) | Galasso II Pio di Savoia (?-† 1465) | Galasso II Pio di Savoia (?-† 1465) | Galasso II Pio di Savoia (?-† 1465) | Galasso II Pio di Savoia (?-† 1465) | Galasso II Pio di Savoia (?-† 1465) | Galasso II Pio di Savoia (?-† 1465) | Galasso II Pio di Savoia (?-† 1465) | Galasso II Pio di Savoia (?-† 1465) | Galasso II Pio di Savoia (?-† 1465) | Galasso II Pio di Savoia (?-† 1465) | Galasso II Pio di Savoia (?-† 1465) | Galasso II Pio di Savoia (?-† 1465) | Galasso II Pio di Savoia (?-† 1465) |
| 1463 ou 1464-1465               | Lionello Ier Pio di Savoia (?-† à Carpi, 1480), fils d'Alberto II et de Camilla Contrari.                                                                                         | Lionello Ier Pio di Savoia (?-† à Carpi, 1480), fils d'Alberto II et de Camilla Contrari.                                                                                         | Lionello Ier Pio di Savoia (?-† à Carpi, 1480), fils d'Alberto II et de Camilla Contrari.                                                                                         | Lionello Ier Pio di Savoia (?-† à Carpi, 1480), fils d'Alberto II et de Camilla Contrari.                                                                                         | Lionello Ier Pio di Savoia (?-† à Carpi, 1480), fils d'Alberto II et de Camilla Contrari.                                                                                         | Lionello Ier Pio di Savoia (?-† à Carpi, 1480), fils d'Alberto II et de Camilla Contrari.                                                                                         | Lionello Ier Pio di Savoia (?-† à Carpi, 1480), fils d'Alberto II et de Camilla Contrari.                                                                                         | Lionello Ier Pio di Savoia (?-† à Carpi, 1480), fils d'Alberto II et de Camilla Contrari.                                                                                         | Lionello Ier Pio di Savoia (?-† à Carpi, 1480), fils d'Alberto II et de Camilla Contrari.                                                                                         | Lionello Ier Pio di Savoia (?-† à Carpi, 1480), fils d'Alberto II et de Camilla Contrari.                                                                                         | Lionello Ier Pio di Savoia (?-† à Carpi, 1480), fils d'Alberto II et de Camilla Contrari.                                                                                         | Lionello Ier Pio di Savoia (?-† à Carpi, 1480), fils d'Alberto II et de Camilla Contrari.                                                                                         | Lionello Ier Pio di Savoia (?-† à Carpi, 1480), fils d'Alberto II et de Camilla Contrari.                                                                                         | Lionello Ier Pio di Savoia (?-† à Carpi, 1480), fils d'Alberto II et de Camilla Contrari.                                                                                         | Lionello Ier Pio di Savoia (?-† à Carpi, 1480), fils d'Alberto II et de Camilla Contrari.                                                                                         | Lionello Ier Pio di Savoia (?-† à Carpi, 1480), fils d'Alberto II et de Camilla Contrari.                                                                                         | Lionello Ier Pio di Savoia (?-† à Carpi, 1480), fils d'Alberto II et de Camilla Contrari.                                                                                         | Giberto II Pio (?-† 17 juillet 1466)                                                                                               | Giberto II Pio (?-† 17 juillet 1466)                                                                                               | Giberto II Pio (?-† 17 juillet 1466)                                                                                               | Giberto II Pio (?-† 17 juillet 1466)                                                                                           | Giberto II Pio (?-† 17 juillet 1466)                                                                                           | Giberto II Pio (?-† 17 juillet 1466)                                                                                           | Giberto II Pio (?-† 17 juillet 1466)                                                                                           | Giberto II Pio (?-† 17 juillet 1466)                                                                                           | Giberto II Pio (?-† 17 juillet 1466) | Giberto II Pio (?-† 17 juillet 1466) | Giberto II Pio (?-† 17 juillet 1466) | Giberto II Pio (?-† 17 juillet 1466) | Giberto II Pio (?-† 17 juillet 1466) | Giberto II Pio (?-† 17 juillet 1466) | Giberto II Pio (?-† 17 juillet 1466) | Giberto II Pio (?-† 17 juillet 1466) | Giberto II Pio (?-† 17 juillet 1466) | Galasso II Pio di Savoia (?-† 1465) | Galasso II Pio di Savoia (?-† 1465) | Galasso II Pio di Savoia (?-† 1465) | Galasso II Pio di Savoia (?-† 1465) | Galasso II Pio di Savoia (?-† 1465) | Galasso II Pio di Savoia (?-† 1465) | Galasso II Pio di Savoia (?-† 1465) | Galasso II Pio di Savoia (?-† 1465) | Galasso II Pio di Savoia (?-† 1465) | Galasso II Pio di Savoia (?-† 1465) | Galasso II Pio di Savoia (?-† 1465) | Galasso II Pio di Savoia (?-† 1465) | Galasso II Pio di Savoia (?-† 1465) | Galasso II Pio di Savoia (?-† 1465) | Galasso II Pio di Savoia (?-† 1465) | Galasso II Pio di Savoia (?-† 1465) |
| 1465-17 juillet 1466            | Lionello Ier Pio di Savoia (?-† à Carpi, 1480) | Lionello Ier Pio di Savoia (?-† à Carpi, 1480) | Lionello Ier Pio di Savoia (?-† à Carpi, 1480) | Lionello Ier Pio di Savoia (?-† à Carpi, 1480) | Lionello Ier Pio di Savoia (?-† à Carpi, 1480) | Giberto II Pio (?-† 17 juillet 1466) | Giberto II Pio (?-† 17 juillet 1466) | Giberto II Pio (?-† 17 juillet 1466) | Giberto II Pio (?-† 17 juillet 1466) | Giberto II Pio (?-† 17 juillet 1466) | Marco II Pio di Savoia (?-† à Ferrare, fin mars 1494) fils de Giberto II et de Ada da Polenta, des seigneurs de Ravenne.                                                          | Marco II Pio di Savoia (?-† à Ferrare, fin mars 1494) fils de Giberto II et de Ada da Polenta, des seigneurs de Ravenne.                                                          | Marco II Pio di Savoia (?-† à Ferrare, fin mars 1494) fils de Giberto II et de Ada da Polenta, des seigneurs de Ravenne.                                                          | Marco II Pio di Savoia (?-† à Ferrare, fin mars 1494) fils de Giberto II et de Ada da Polenta, des seigneurs de Ravenne.                                                          | Marco II Pio di Savoia (?-† à Ferrare, fin mars 1494) fils de Giberto II et de Ada da Polenta, des seigneurs de Ravenne.                                                          | Gianmarsiglio Pio di Savoia (?-† 1514) fils de Galasso II et de Margherita d'Este, fille du marquis de Ferrare Niccolò III d'Este.                                                | Gianmarsiglio Pio di Savoia (?-† 1514) fils de Galasso II et de Margherita d'Este, fille du marquis de Ferrare Niccolò III d'Este.                                                | Gianmarsiglio Pio di Savoia (?-† 1514) fils de Galasso II et de Margherita d'Este, fille du marquis de Ferrare Niccolò III d'Este. | Gianmarsiglio Pio di Savoia (?-† 1514) fils de Galasso II et de Margherita d'Este, fille du marquis de Ferrare Niccolò III d'Este. | Gianmarsiglio Pio di Savoia (?-† 1514) fils de Galasso II et de Margherita d'Este, fille du marquis de Ferrare Niccolò III d'Este. | Gianludovico Pio di Savoia (?-† décapité à Castelvecchio de Ferrare, 17 août 1469) fils de Galasso II et de Margherita d'Este. | Gianludovico Pio di Savoia (?-† décapité à Castelvecchio de Ferrare, 17 août 1469) fils de Galasso II et de Margherita d'Este. | Gianludovico Pio di Savoia (?-† décapité à Castelvecchio de Ferrare, 17 août 1469) fils de Galasso II et de Margherita d'Este. | Gianludovico Pio di Savoia (?-† décapité à Castelvecchio de Ferrare, 17 août 1469) fils de Galasso II et de Margherita d'Este. | Gianludovico Pio di Savoia (?-† décapité à Castelvecchio de Ferrare, 17 août 1469) fils de Galasso II et de Margherita d'Este. | Giancarlo Pio di Savoia (?-† avant 1469) fils de Galasso II et de Margherita d'Este.                                                                   | Giancarlo Pio di Savoia (?-† avant 1469) fils de Galasso II et de Margherita d'Este.                                                                   | Giancarlo Pio di Savoia (?-† avant 1469) fils de Galasso II et de Margherita d'Este.                                                                   | Giancarlo Pio di Savoia (?-† avant 1469) fils de Galasso II et de Margherita d'Este.                                                                   | Giancarlo Pio di Savoia (?-† avant 1469) fils de Galasso II et de Margherita d'Este.                                                                   | Gianniccolò Pio di Savoia (?-† après 1489) fils de Galasso II et de Margherita d'Este.                                                                 | Gianniccolò Pio di Savoia (?-† après 1489) fils de Galasso II et de Margherita d'Este.                                                                 | Gianniccolò Pio di Savoia (?-† après 1489) fils de Galasso II et de Margherita d'Este.                                                                 | Gianniccolò Pio di Savoia (?-† après 1489) fils de Galasso II et de Margherita d'Este.                                                                 | Gianniccolò Pio di Savoia (?-† après 1489) fils de Galasso II et de Margherita d'Este.                                                                 | Bernardino Pio di Savoia (?-† au début de 1489) fils de Galasso II et de Margherita d'Este.                                                            | Bernardino Pio di Savoia (?-† au début de 1489) fils de Galasso II et de Margherita d'Este.                                                            | Bernardino Pio di Savoia (?-† au début de 1489) fils de Galasso II et de Margherita d'Este.                                                            | Bernardino Pio di Savoia (?-† au début de 1489) fils de Galasso II et de Margherita d'Este.                                                            | Bernardino Pio di Savoia (?-† au début de 1489) fils de Galasso II et de Margherita d'Este.                                                            | Gianprincivalle Pio di Savoia (?-† après 1489) fils de Galasso II et de Margherita d'Este.                                                             | Gianprincivalle Pio di Savoia (?-† après 1489) fils de Galasso II et de Margherita d'Este.                                                             | Gianprincivalle Pio di Savoia (?-† après 1489) fils de Galasso II et de Margherita d'Este.                                                             | Gianprincivalle Pio di Savoia (?-† après 1489) fils de Galasso II et de Margherita d'Este.                                                             | Gianprincivalle Pio di Savoia (?-† après 1489) fils de Galasso II et de Margherita d'Este.                                                             | Gianmarco Pio di Savoia (?-† décapité à Castelvecchio de Ferrare, 15 septembre 1469) fils de Galasso II et de Margherita d'Este.                       | Gianmarco Pio di Savoia (?-† décapité à Castelvecchio de Ferrare, 15 septembre 1469) fils de Galasso II et de Margherita d'Este.                       | Gianmarco Pio di Savoia (?-† décapité à Castelvecchio de Ferrare, 15 septembre 1469) fils de Galasso II et de Margherita d'Este.                       | Gianmarco Pio di Savoia (?-† décapité à Castelvecchio de Ferrare, 15 septembre 1469) fils de Galasso II et de Margherita d'Este.                       | Gianmarco Pio di Savoia (?-† décapité à Castelvecchio de Ferrare, 15 septembre 1469) fils de Galasso II et de Margherita d'Este.                       |
| 17 juillet 1466-avant 1469      | Lionello Ier Pio di Savoia (?-† à Carpi, 1480) | Lionello Ier Pio di Savoia (?-† à Carpi, 1480) | Lionello Ier Pio di Savoia (?-† à Carpi, 1480) | Lionello Ier Pio di Savoia (?-† à Carpi, 1480) | Lionello Ier Pio di Savoia (?-† à Carpi, 1480) | Lionello Ier Pio di Savoia (?-† à Carpi, 1480) | Lionello Ier Pio di Savoia (?-† à Carpi, 1480) | Lionello Ier Pio di Savoia (?-† à Carpi, 1480) | Lionello Ier Pio di Savoia (?-† à Carpi, 1480) | Lionello Ier Pio di Savoia (?-† à Carpi, 1480) | Marco II Pio di Savoia (?-† à Ferrare, fin mars 1494) | Marco II Pio di Savoia (?-† à Ferrare, fin mars 1494) | Marco II Pio di Savoia (?-† à Ferrare, fin mars 1494) | Marco II Pio di Savoia (?-† à Ferrare, fin mars 1494) | Marco II Pio di Savoia (?-† à Ferrare, fin mars 1494) | Gianmarsiglio Pio di Savoia (?-† 1514) | Gianmarsiglio Pio di Savoia (?-† 1514) | Gianmarsiglio Pio di Savoia (?-† 1514)                                                                                             | Gianmarsiglio Pio di Savoia (?-† 1514)                                                                                             | Gianmarsiglio Pio di Savoia (?-† 1514)                                                                                             | Gianludovico Pio di Savoia (?-† décapité à Castelvecchio de Ferrare, 17 août 1469)                                             | Gianludovico Pio di Savoia (?-† décapité à Castelvecchio de Ferrare, 17 août 1469)                                             | Gianludovico Pio di Savoia (?-† décapité à Castelvecchio de Ferrare, 17 août 1469)                                             | Gianludovico Pio di Savoia (?-† décapité à Castelvecchio de Ferrare, 17 août 1469)                                             | Gianludovico Pio di Savoia (?-† décapité à Castelvecchio de Ferrare, 17 août 1469)                                             | Giancarlo Pio di Savoia (?-† avant 1469) | Giancarlo Pio di Savoia (?-† avant 1469) | Giancarlo Pio di Savoia (?-† avant 1469) | Giancarlo Pio di Savoia (?-† avant 1469) | Giancarlo Pio di Savoia (?-† avant 1469) | Gianniccolò Pio di Savoia (?-† après 1489) | Gianniccolò Pio di Savoia (?-† après 1489) | Gianniccolò Pio di Savoia (?-† après 1489) | Gianniccolò Pio di Savoia (?-† après 1489) | Gianniccolò Pio di Savoia (?-† après 1489) | Bernardino Pio di Savoia (?-† au début de 1489) | Bernardino Pio di Savoia (?-† au début de 1489) | Bernardino Pio di Savoia (?-† au début de 1489) | Bernardino Pio di Savoia (?-† au début de 1489) | Bernardino Pio di Savoia (?-† au début de 1489) | Gianprincivalle Pio di Savoia (?-† après 1489) | Gianprincivalle Pio di Savoia (?-† après 1489) | Gianprincivalle Pio di Savoia (?-† après 1489) | Gianprincivalle Pio di Savoia (?-† après 1489) | Gianprincivalle Pio di Savoia (?-† après 1489) | Gianmarco Pio di Savoia (?-† décapité à Castelvecchio de Ferrare, 15 septembre 1469)                                                                   | Gianmarco Pio di Savoia (?-† décapité à Castelvecchio de Ferrare, 15 septembre 1469)                                                                   | Gianmarco Pio di Savoia (?-† décapité à Castelvecchio de Ferrare, 15 septembre 1469)                                                                   | Gianmarco Pio di Savoia (?-† décapité à Castelvecchio de Ferrare, 15 septembre 1469)                                                                   | Gianmarco Pio di Savoia (?-† décapité à Castelvecchio de Ferrare, 15 septembre 1469)                                                                   |
| avant 1469-17 août 1469         | Lionello Ier Pio di Savoia (?-† à Carpi, 1480) | Lionello Ier Pio di Savoia (?-† à Carpi, 1480) | Lionello Ier Pio di Savoia (?-† à Carpi, 1480) | Lionello Ier Pio di Savoia (?-† à Carpi, 1480) | Lionello Ier Pio di Savoia (?-† à Carpi, 1480) | Lionello Ier Pio di Savoia (?-† à Carpi, 1480) | Lionello Ier Pio di Savoia (?-† à Carpi, 1480) | Lionello Ier Pio di Savoia (?-† à Carpi, 1480) | Lionello Ier Pio di Savoia (?-† à Carpi, 1480) | Lionello Ier Pio di Savoia (?-† à Carpi, 1480) | Marco II Pio di Savoia (?-† à Ferrare, fin mars 1494) | Marco II Pio di Savoia (?-† à Ferrare, fin mars 1494) | Marco II Pio di Savoia (?-† à Ferrare, fin mars 1494) | Marco II Pio di Savoia (?-† à Ferrare, fin mars 1494) | Marco II Pio di Savoia (?-† à Ferrare, fin mars 1494) | Gianmarsiglio Pio di Savoia (?-† 1514) | Gianmarsiglio Pio di Savoia (?-† 1514) | Gianmarsiglio Pio di Savoia (?-† 1514)                                                                                             | Gianmarsiglio Pio di Savoia (?-† 1514)                                                                                             | Gianmarsiglio Pio di Savoia (?-† 1514)                                                                                             | Gianludovico Pio di Savoia (?-† décapité à Castelvecchio de Ferrare, 17 août 1469)                                             | Gianludovico Pio di Savoia (?-† décapité à Castelvecchio de Ferrare, 17 août 1469)                                             | Gianludovico Pio di Savoia (?-† décapité à Castelvecchio de Ferrare, 17 août 1469)                                             | Gianludovico Pio di Savoia (?-† décapité à Castelvecchio de Ferrare, 17 août 1469)                                             | Gianludovico Pio di Savoia (?-† décapité à Castelvecchio de Ferrare, 17 août 1469)                                             | Gianludovico Pio di Savoia (?-† décapité à Castelvecchio de Ferrare, 17 août 1469)                                                                     | Gianludovico Pio di Savoia (?-† décapité à Castelvecchio de Ferrare, 17 août 1469)                                                                     | Gianludovico Pio di Savoia (?-† décapité à Castelvecchio de Ferrare, 17 août 1469)                                                                     | Gianludovico Pio di Savoia (?-† décapité à Castelvecchio de Ferrare, 17 août 1469)                                                                     | Gianludovico Pio di Savoia (?-† décapité à Castelvecchio de Ferrare, 17 août 1469)                                                                     | Gianniccolò Pio di Savoia (?-† après 1489) | Gianniccolò Pio di Savoia (?-† après 1489) | Gianniccolò Pio di Savoia (?-† après 1489) | Gianniccolò Pio di Savoia (?-† après 1489) | Gianniccolò Pio di Savoia (?-† après 1489) | Bernardino Pio di Savoia (?-† au début de 1489) | Bernardino Pio di Savoia (?-† au début de 1489) | Bernardino Pio di Savoia (?-† au début de 1489) | Bernardino Pio di Savoia (?-† au début de 1489) | Bernardino Pio di Savoia (?-† au début de 1489) | Gianprincivalle Pio di Savoia (?-† après 1489) | Gianprincivalle Pio di Savoia (?-† après 1489) | Gianprincivalle Pio di Savoia (?-† après 1489) | Gianprincivalle Pio di Savoia (?-† après 1489) | Gianprincivalle Pio di Savoia (?-† après 1489) | Gianmarco Pio di Savoia (?-† décapité à Castelvecchio de Ferrare, 15 septembre 1469)                                                                   | Gianmarco Pio di Savoia (?-† décapité à Castelvecchio de Ferrare, 15 septembre 1469)                                                                   | Gianmarco Pio di Savoia (?-† décapité à Castelvecchio de Ferrare, 15 septembre 1469)                                                                   | Gianmarco Pio di Savoia (?-† décapité à Castelvecchio de Ferrare, 15 septembre 1469)                                                                   | Gianmarco Pio di Savoia (?-† décapité à Castelvecchio de Ferrare, 15 septembre 1469)                                                                   |
| 17 août 1469-15 septembre 1469  | Lionello Ier Pio di Savoia (?-† à Carpi, 1480) | Lionello Ier Pio di Savoia (?-† à Carpi, 1480) | Lionello Ier Pio di Savoia (?-† à Carpi, 1480) | Lionello Ier Pio di Savoia (?-† à Carpi, 1480) | Lionello Ier Pio di Savoia (?-† à Carpi, 1480) | Lionello Ier Pio di Savoia (?-† à Carpi, 1480) | Lionello Ier Pio di Savoia (?-† à Carpi, 1480) | Lionello Ier Pio di Savoia (?-† à Carpi, 1480) | Lionello Ier Pio di Savoia (?-† à Carpi, 1480) | Lionello Ier Pio di Savoia (?-† à Carpi, 1480) | Marco II Pio di Savoia (?-† à Ferrare, fin mars 1494) | Marco II Pio di Savoia (?-† à Ferrare, fin mars 1494) | Marco II Pio di Savoia (?-† à Ferrare, fin mars 1494) | Marco II Pio di Savoia (?-† à Ferrare, fin mars 1494) | Marco II Pio di Savoia (?-† à Ferrare, fin mars 1494) | Gianmarsiglio Pio di Savoia (?-† 1514) | Gianmarsiglio Pio di Savoia (?-† 1514) | Gianmarsiglio Pio di Savoia (?-† 1514)                                                                                             | Gianmarsiglio Pio di Savoia (?-† 1514)                                                                                             | Gianmarsiglio Pio di Savoia (?-† 1514)                                                                                             | Gianmarsiglio Pio di Savoia (?-† 1514)                                                                                         | Gianmarsiglio Pio di Savoia (?-† 1514)                                                                                         | Gianmarsiglio Pio di Savoia (?-† 1514)                                                                                         | Gianmarsiglio Pio di Savoia (?-† 1514)                                                                                         | Gianmarsiglio Pio di Savoia (?-† 1514)                                                                                         | Gianniccolò Pio di Savoia (?-† après 1489) | Gianniccolò Pio di Savoia (?-† après 1489) | Gianniccolò Pio di Savoia (?-† après 1489) | Gianniccolò Pio di Savoia (?-† après 1489) | Gianniccolò Pio di Savoia (?-† après 1489) | Gianniccolò Pio di Savoia (?-† après 1489) | Gianniccolò Pio di Savoia (?-† après 1489) | Gianniccolò Pio di Savoia (?-† après 1489) | Gianniccolò Pio di Savoia (?-† après 1489) | Gianniccolò Pio di Savoia (?-† après 1489) | Bernardino Pio di Savoia (?-† au début de 1489) | Bernardino Pio di Savoia (?-† au début de 1489) | Bernardino Pio di Savoia (?-† au début de 1489) | Bernardino Pio di Savoia (?-† au début de 1489) | Bernardino Pio di Savoia (?-† au début de 1489) | Gianprincivalle Pio di Savoia (?-† après 1489) | Gianprincivalle Pio di Savoia (?-† après 1489) | Gianprincivalle Pio di Savoia (?-† après 1489) | Gianprincivalle Pio di Savoia (?-† après 1489) | Gianprincivalle Pio di Savoia (?-† après 1489) | Gianmarco Pio di Savoia (?-† décapité à Castelvecchio de Ferrare, 15 septembre 1469)                                                                   | Gianmarco Pio di Savoia (?-† décapité à Castelvecchio de Ferrare, 15 septembre 1469)                                                                   | Gianmarco Pio di Savoia (?-† décapité à Castelvecchio de Ferrare, 15 septembre 1469)                                                                   | Gianmarco Pio di Savoia (?-† décapité à Castelvecchio de Ferrare, 15 septembre 1469)                                                                   | Gianmarco Pio di Savoia (?-† décapité à Castelvecchio de Ferrare, 15 septembre 1469)                                                                   |
| 15 septembre 1469-1477          | Lionello Ier Pio di Savoia (?-† à Carpi, 1480) | Lionello Ier Pio di Savoia (?-† à Carpi, 1480) | Lionello Ier Pio di Savoia (?-† à Carpi, 1480) | Lionello Ier Pio di Savoia (?-† à Carpi, 1480) | Lionello Ier Pio di Savoia (?-† à Carpi, 1480) | Lionello Ier Pio di Savoia (?-† à Carpi, 1480) | Lionello Ier Pio di Savoia (?-† à Carpi, 1480) | Lionello Ier Pio di Savoia (?-† à Carpi, 1480) | Lionello Ier Pio di Savoia (?-† à Carpi, 1480) | Lionello Ier Pio di Savoia (?-† à Carpi, 1480) | Marco II Pio di Savoia (?-† à Ferrare, fin mars 1494) | Marco II Pio di Savoia (?-† à Ferrare, fin mars 1494) | Marco II Pio di Savoia (?-† à Ferrare, fin mars 1494) | Marco II Pio di Savoia (?-† à Ferrare, fin mars 1494) | Marco II Pio di Savoia (?-† à Ferrare, fin mars 1494) | Gianmarsiglio Pio di Savoia (?-† 1514), renonce en 1477. | Gianmarsiglio Pio di Savoia (?-† 1514), renonce en 1477. | Gianmarsiglio Pio di Savoia (?-† 1514), renonce en 1477.                                                                           | Gianmarsiglio Pio di Savoia (?-† 1514), renonce en 1477.                                                                           | Gianmarsiglio Pio di Savoia (?-† 1514), renonce en 1477.                                                                           | Gianmarsiglio Pio di Savoia (?-† 1514), renonce en 1477.                                                                       | Gianmarsiglio Pio di Savoia (?-† 1514), renonce en 1477.                                                                       | Gianmarsiglio Pio di Savoia (?-† 1514), renonce en 1477.                                                                       | Gianmarsiglio Pio di Savoia (?-† 1514), renonce en 1477.                                                                       | Gianmarsiglio Pio di Savoia (?-† 1514), renonce en 1477.                                                                       | Gianniccolò Pio di Savoia (?-† après 1489), renonce en 1477.                                                                                           | Gianniccolò Pio di Savoia (?-† après 1489), renonce en 1477.                                                                                           | Gianniccolò Pio di Savoia (?-† après 1489), renonce en 1477.                                                                                           | Gianniccolò Pio di Savoia (?-† après 1489), renonce en 1477.                                                                                           | Gianniccolò Pio di Savoia (?-† après 1489), renonce en 1477.                                                                                           | Gianniccolò Pio di Savoia (?-† après 1489), renonce en 1477.                                                                                           | Gianniccolò Pio di Savoia (?-† après 1489), renonce en 1477.                                                                                           | Gianniccolò Pio di Savoia (?-† après 1489), renonce en 1477.                                                                                           | Gianniccolò Pio di Savoia (?-† après 1489), renonce en 1477.                                                                                           | Gianniccolò Pio di Savoia (?-† après 1489), renonce en 1477.                                                                                           | Bernardino Pio di Savoia (?-† au début de 1489), renonce en 1477.                                                                                      | Bernardino Pio di Savoia (?-† au début de 1489), renonce en 1477.                                                                                      | Bernardino Pio di Savoia (?-† au début de 1489), renonce en 1477.                                                                                      | Bernardino Pio di Savoia (?-† au début de 1489), renonce en 1477.                                                                                      | Bernardino Pio di Savoia (?-† au début de 1489), renonce en 1477.                                                                                      | Gianprincivalle Pio di Savoia (?-† après 1489), renonce en 1477.                                                                                       | Gianprincivalle Pio di Savoia (?-† après 1489), renonce en 1477.                                                                                       | Gianprincivalle Pio di Savoia (?-† après 1489), renonce en 1477.                                                                                       | Gianprincivalle Pio di Savoia (?-† après 1489), renonce en 1477.                                                                                       | Gianprincivalle Pio di Savoia (?-† après 1489), renonce en 1477.                                                                                       | Gianprincivalle Pio di Savoia (?-† après 1489), renonce en 1477.                                                                                       | Gianprincivalle Pio di Savoia (?-† après 1489), renonce en 1477.                                                                                       | Gianprincivalle Pio di Savoia (?-† après 1489), renonce en 1477.                                                                                       | Gianprincivalle Pio di Savoia (?-† après 1489), renonce en 1477.                                                                                       | Gianprincivalle Pio di Savoia (?-† après 1489), renonce en 1477.                                                                                       |
| 1477-1480                       | Lionello Ier Pio di Savoia (?-† à Carpi, 1480) | Lionello Ier Pio di Savoia (?-† à Carpi, 1480) | Lionello Ier Pio di Savoia (?-† à Carpi, 1480) | Lionello Ier Pio di Savoia (?-† à Carpi, 1480) | Lionello Ier Pio di Savoia (?-† à Carpi, 1480) | Lionello Ier Pio di Savoia (?-† à Carpi, 1480) | Lionello Ier Pio di Savoia (?-† à Carpi, 1480) | Lionello Ier Pio di Savoia (?-† à Carpi, 1480) | Lionello Ier Pio di Savoia (?-† à Carpi, 1480) | Lionello Ier Pio di Savoia (?-† à Carpi, 1480) | Lionello Ier Pio di Savoia (?-† à Carpi, 1480) | Lionello Ier Pio di Savoia (?-† à Carpi, 1480) | Lionello Ier Pio di Savoia (?-† à Carpi, 1480) | Alberto III Pio di Savoia (1475-† à Paris, janvier 1531) fils de Lionello Ier et de Caterina Pico della Mirandola.                                                                | Alberto III Pio di Savoia (1475-† à Paris, janvier 1531) fils de Lionello Ier et de Caterina Pico della Mirandola.                                                                | Alberto III Pio di Savoia (1475-† à Paris, janvier 1531) fils de Lionello Ier et de Caterina Pico della Mirandola.                                                                | Alberto III Pio di Savoia (1475-† à Paris, janvier 1531) fils de Lionello Ier et de Caterina Pico della Mirandola.                                                                | Alberto III Pio di Savoia (1475-† à Paris, janvier 1531) fils de Lionello Ier et de Caterina Pico della Mirandola.                 | Alberto III Pio di Savoia (1475-† à Paris, janvier 1531) fils de Lionello Ier et de Caterina Pico della Mirandola.                 | Alberto III Pio di Savoia (1475-† à Paris, janvier 1531) fils de Lionello Ier et de Caterina Pico della Mirandola.                 | Alberto III Pio di Savoia (1475-† à Paris, janvier 1531) fils de Lionello Ier et de Caterina Pico della Mirandola.             | Alberto III Pio di Savoia (1475-† à Paris, janvier 1531) fils de Lionello Ier et de Caterina Pico della Mirandola.             | Alberto III Pio di Savoia (1475-† à Paris, janvier 1531) fils de Lionello Ier et de Caterina Pico della Mirandola.             | Alberto III Pio di Savoia (1475-† à Paris, janvier 1531) fils de Lionello Ier et de Caterina Pico della Mirandola.             | Alberto III Pio di Savoia (1475-† à Paris, janvier 1531) fils de Lionello Ier et de Caterina Pico della Mirandola.             | Lionello II Pio di Savoia (1477-† à Meldola, 20 mars 1535) fils de Lionello Ier et de Caterina Pico della Mirandola.                                   | Lionello II Pio di Savoia (1477-† à Meldola, 20 mars 1535) fils de Lionello Ier et de Caterina Pico della Mirandola.                                   | Lionello II Pio di Savoia (1477-† à Meldola, 20 mars 1535) fils de Lionello Ier et de Caterina Pico della Mirandola.                                   | Lionello II Pio di Savoia (1477-† à Meldola, 20 mars 1535) fils de Lionello Ier et de Caterina Pico della Mirandola.                                   | Lionello II Pio di Savoia (1477-† à Meldola, 20 mars 1535) fils de Lionello Ier et de Caterina Pico della Mirandola.                                   | Lionello II Pio di Savoia (1477-† à Meldola, 20 mars 1535) fils de Lionello Ier et de Caterina Pico della Mirandola.                                   | Lionello II Pio di Savoia (1477-† à Meldola, 20 mars 1535) fils de Lionello Ier et de Caterina Pico della Mirandola.                                   | Lionello II Pio di Savoia (1477-† à Meldola, 20 mars 1535) fils de Lionello Ier et de Caterina Pico della Mirandola.                                   | Lionello II Pio di Savoia (1477-† à Meldola, 20 mars 1535) fils de Lionello Ier et de Caterina Pico della Mirandola.                                   | Lionello II Pio di Savoia (1477-† à Meldola, 20 mars 1535) fils de Lionello Ier et de Caterina Pico della Mirandola.                                   | Lionello II Pio di Savoia (1477-† à Meldola, 20 mars 1535) fils de Lionello Ier et de Caterina Pico della Mirandola.                                   | Lionello II Pio di Savoia (1477-† à Meldola, 20 mars 1535) fils de Lionello Ier et de Caterina Pico della Mirandola.                                   | Marco II Pio di Savoia (?-† à Ferrare, fin mars 1494)                                                                                                  | Marco II Pio di Savoia (?-† à Ferrare, fin mars 1494)                                                                                                  | Marco II Pio di Savoia (?-† à Ferrare, fin mars 1494)                                                                                                  | Marco II Pio di Savoia (?-† à Ferrare, fin mars 1494)                                                                                                  | Marco II Pio di Savoia (?-† à Ferrare, fin mars 1494)                                                                                                  | Marco II Pio di Savoia (?-† à Ferrare, fin mars 1494)                                                                                                  | Marco II Pio di Savoia (?-† à Ferrare, fin mars 1494)                                                                                                  | Marco II Pio di Savoia (?-† à Ferrare, fin mars 1494)                                                                                                  | Marco II Pio di Savoia (?-† à Ferrare, fin mars 1494)                                                                                                  | Marco II Pio di Savoia (?-† à Ferrare, fin mars 1494)                                                                                                  | Marco II Pio di Savoia (?-† à Ferrare, fin mars 1494)                                                                                                  | Marco II Pio di Savoia (?-† à Ferrare, fin mars 1494)                                                                                                  | Marco II Pio di Savoia (?-† à Ferrare, fin mars 1494)                                                                                                  |
| 1480-1490                       | Alberto III Pio di Savoia (1475-† à Paris, janvier 1531) | Alberto III Pio di Savoia (1475-† à Paris, janvier 1531) | Alberto III Pio di Savoia (1475-† à Paris, janvier 1531) | Alberto III Pio di Savoia (1475-† à Paris, janvier 1531) | Alberto III Pio di Savoia (1475-† à Paris, janvier 1531) | Alberto III Pio di Savoia (1475-† à Paris, janvier 1531) | Alberto III Pio di Savoia (1475-† à Paris, janvier 1531) | Alberto III Pio di Savoia (1475-† à Paris, janvier 1531) | Alberto III Pio di Savoia (1475-† à Paris, janvier 1531) | Alberto III Pio di Savoia (1475-† à Paris, janvier 1531) | Alberto III Pio di Savoia (1475-† à Paris, janvier 1531) | Alberto III Pio di Savoia (1475-† à Paris, janvier 1531) | Alberto III Pio di Savoia (1475-† à Paris, janvier 1531) | Alberto III Pio di Savoia (1475-† à Paris, janvier 1531) | Alberto III Pio di Savoia (1475-† à Paris, janvier 1531) | Alberto III Pio di Savoia (1475-† à Paris, janvier 1531) | Alberto III Pio di Savoia (1475-† à Paris, janvier 1531) | Alberto III Pio di Savoia (1475-† à Paris, janvier 1531)                                                                           | Alberto III Pio di Savoia (1475-† à Paris, janvier 1531)                                                                           | Alberto III Pio di Savoia (1475-† à Paris, janvier 1531)                                                                           | Alberto III Pio di Savoia (1475-† à Paris, janvier 1531)                                                                       | Alberto III Pio di Savoia (1475-† à Paris, janvier 1531)                                                                       | Alberto III Pio di Savoia (1475-† à Paris, janvier 1531)                                                                       | Alberto III Pio di Savoia (1475-† à Paris, janvier 1531)                                                                       | Alberto III Pio di Savoia (1475-† à Paris, janvier 1531)                                                                       | Lionello II Pio di Savoia (1477-† à Meldola, 20 mars 1535), renonce en 1490.                                                                           | Lionello II Pio di Savoia (1477-† à Meldola, 20 mars 1535), renonce en 1490.                                                                           | Lionello II Pio di Savoia (1477-† à Meldola, 20 mars 1535), renonce en 1490.                                                                           | Lionello II Pio di Savoia (1477-† à Meldola, 20 mars 1535), renonce en 1490.                                                                           | Lionello II Pio di Savoia (1477-† à Meldola, 20 mars 1535), renonce en 1490.                                                                           | Lionello II Pio di Savoia (1477-† à Meldola, 20 mars 1535), renonce en 1490.                                                                           | Lionello II Pio di Savoia (1477-† à Meldola, 20 mars 1535), renonce en 1490.                                                                           | Lionello II Pio di Savoia (1477-† à Meldola, 20 mars 1535), renonce en 1490.                                                                           | Lionello II Pio di Savoia (1477-† à Meldola, 20 mars 1535), renonce en 1490.                                                                           | Lionello II Pio di Savoia (1477-† à Meldola, 20 mars 1535), renonce en 1490.                                                                           | Lionello II Pio di Savoia (1477-† à Meldola, 20 mars 1535), renonce en 1490.                                                                           | Lionello II Pio di Savoia (1477-† à Meldola, 20 mars 1535), renonce en 1490.                                                                           | Marco II Pio di Savoia (?-† à Ferrare, fin mars 1494)                                                                                                  | Marco II Pio di Savoia (?-† à Ferrare, fin mars 1494)                                                                                                  | Marco II Pio di Savoia (?-† à Ferrare, fin mars 1494)                                                                                                  | Marco II Pio di Savoia (?-† à Ferrare, fin mars 1494)                                                                                                  | Marco II Pio di Savoia (?-† à Ferrare, fin mars 1494)                                                                                                  | Marco II Pio di Savoia (?-† à Ferrare, fin mars 1494)                                                                                                  | Marco II Pio di Savoia (?-† à Ferrare, fin mars 1494)                                                                                                  | Marco II Pio di Savoia (?-† à Ferrare, fin mars 1494)                                                                                                  | Marco II Pio di Savoia (?-† à Ferrare, fin mars 1494)                                                                                                  | Marco II Pio di Savoia (?-† à Ferrare, fin mars 1494)                                                                                                  | Marco II Pio di Savoia (?-† à Ferrare, fin mars 1494)                                                                                                  | Marco II Pio di Savoia (?-† à Ferrare, fin mars 1494)                                                                                                  | Marco II Pio di Savoia (?-† à Ferrare, fin mars 1494)                                                                                                  |
| 1490-1494                       | Alberto III Pio di Savoia (1475-† à Paris, janvier 1531) | Alberto III Pio di Savoia (1475-† à Paris, janvier 1531) | Alberto III Pio di Savoia (1475-† à Paris, janvier 1531) | Alberto III Pio di Savoia (1475-† à Paris, janvier 1531) | Alberto III Pio di Savoia (1475-† à Paris, janvier 1531) | Alberto III Pio di Savoia (1475-† à Paris, janvier 1531) | Alberto III Pio di Savoia (1475-† à Paris, janvier 1531) | Alberto III Pio di Savoia (1475-† à Paris, janvier 1531) | Alberto III Pio di Savoia (1475-† à Paris, janvier 1531) | Alberto III Pio di Savoia (1475-† à Paris, janvier 1531) | Alberto III Pio di Savoia (1475-† à Paris, janvier 1531) | Alberto III Pio di Savoia (1475-† à Paris, janvier 1531) | Alberto III Pio di Savoia (1475-† à Paris, janvier 1531) | Alberto III Pio di Savoia (1475-† à Paris, janvier 1531) | Alberto III Pio di Savoia (1475-† à Paris, janvier 1531) | Alberto III Pio di Savoia (1475-† à Paris, janvier 1531) | Alberto III Pio di Savoia (1475-† à Paris, janvier 1531) | Alberto III Pio di Savoia (1475-† à Paris, janvier 1531)                                                                           | Alberto III Pio di Savoia (1475-† à Paris, janvier 1531)                                                                           | Alberto III Pio di Savoia (1475-† à Paris, janvier 1531)                                                                           | Alberto III Pio di Savoia (1475-† à Paris, janvier 1531)                                                                       | Alberto III Pio di Savoia (1475-† à Paris, janvier 1531)                                                                       | Alberto III Pio di Savoia (1475-† à Paris, janvier 1531)                                                                       | Alberto III Pio di Savoia (1475-† à Paris, janvier 1531)                                                                       | Alberto III Pio di Savoia (1475-† à Paris, janvier 1531)                                                                       | Marco II Pio di Savoia (?-† à Ferrare, fin mars 1494)                                                                                                  | Marco II Pio di Savoia (?-† à Ferrare, fin mars 1494)                                                                                                  | Marco II Pio di Savoia (?-† à Ferrare, fin mars 1494)                                                                                                  | Marco II Pio di Savoia (?-† à Ferrare, fin mars 1494)                                                                                                  | Marco II Pio di Savoia (?-† à Ferrare, fin mars 1494)                                                                                                  | Marco II Pio di Savoia (?-† à Ferrare, fin mars 1494)                                                                                                  | Marco II Pio di Savoia (?-† à Ferrare, fin mars 1494)                                                                                                  | Marco II Pio di Savoia (?-† à Ferrare, fin mars 1494)                                                                                                  | Marco II Pio di Savoia (?-† à Ferrare, fin mars 1494)                                                                                                  | Marco II Pio di Savoia (?-† à Ferrare, fin mars 1494)                                                                                                  | Marco II Pio di Savoia (?-† à Ferrare, fin mars 1494)                                                                                                  | Marco II Pio di Savoia (?-† à Ferrare, fin mars 1494)                                                                                                  | Marco II Pio di Savoia (?-† à Ferrare, fin mars 1494)                                                                                                  | Giberto III Pio di Savoia (1455-† à Bologne, 26 septembre 1500) fils de Marco II et de Benedetta del Carretto.                                         | Giberto III Pio di Savoia (1455-† à Bologne, 26 septembre 1500) fils de Marco II et de Benedetta del Carretto.                                         | Giberto III Pio di Savoia (1455-† à Bologne, 26 septembre 1500) fils de Marco II et de Benedetta del Carretto.                                         | Giberto III Pio di Savoia (1455-† à Bologne, 26 septembre 1500) fils de Marco II et de Benedetta del Carretto.                                         | Giberto III Pio di Savoia (1455-† à Bologne, 26 septembre 1500) fils de Marco II et de Benedetta del Carretto.                                         | Giberto III Pio di Savoia (1455-† à Bologne, 26 septembre 1500) fils de Marco II et de Benedetta del Carretto.                                         | Giberto III Pio di Savoia (1455-† à Bologne, 26 septembre 1500) fils de Marco II et de Benedetta del Carretto.                                         | Giberto III Pio di Savoia (1455-† à Bologne, 26 septembre 1500) fils de Marco II et de Benedetta del Carretto.                                         | Giberto III Pio di Savoia (1455-† à Bologne, 26 septembre 1500) fils de Marco II et de Benedetta del Carretto.                                         | Giberto III Pio di Savoia (1455-† à Bologne, 26 septembre 1500) fils de Marco II et de Benedetta del Carretto.                                         | Giberto III Pio di Savoia (1455-† à Bologne, 26 septembre 1500) fils de Marco II et de Benedetta del Carretto.                                         | Giberto III Pio di Savoia (1455-† à Bologne, 26 septembre 1500) fils de Marco II et de Benedetta del Carretto.                                         |
| 1494-1500                       | Alberto III Pio di Savoia (1475-† à Paris, janvier 1531) | Alberto III Pio di Savoia (1475-† à Paris, janvier 1531) | Alberto III Pio di Savoia (1475-† à Paris, janvier 1531) | Alberto III Pio di Savoia (1475-† à Paris, janvier 1531) | Alberto III Pio di Savoia (1475-† à Paris, janvier 1531) | Alberto III Pio di Savoia (1475-† à Paris, janvier 1531) | Alberto III Pio di Savoia (1475-† à Paris, janvier 1531) | Alberto III Pio di Savoia (1475-† à Paris, janvier 1531) | Alberto III Pio di Savoia (1475-† à Paris, janvier 1531) | Alberto III Pio di Savoia (1475-† à Paris, janvier 1531) | Alberto III Pio di Savoia (1475-† à Paris, janvier 1531) | Alberto III Pio di Savoia (1475-† à Paris, janvier 1531) | Alberto III Pio di Savoia (1475-† à Paris, janvier 1531) | Alberto III Pio di Savoia (1475-† à Paris, janvier 1531) | Alberto III Pio di Savoia (1475-† à Paris, janvier 1531) | Alberto III Pio di Savoia (1475-† à Paris, janvier 1531) | Alberto III Pio di Savoia (1475-† à Paris, janvier 1531) | Alberto III Pio di Savoia (1475-† à Paris, janvier 1531)                                                                           | Alberto III Pio di Savoia (1475-† à Paris, janvier 1531)                                                                           | Alberto III Pio di Savoia (1475-† à Paris, janvier 1531)                                                                           | Alberto III Pio di Savoia (1475-† à Paris, janvier 1531)                                                                       | Alberto III Pio di Savoia (1475-† à Paris, janvier 1531)                                                                       | Alberto III Pio di Savoia (1475-† à Paris, janvier 1531)                                                                       | Alberto III Pio di Savoia (1475-† à Paris, janvier 1531)                                                                       | Alberto III Pio di Savoia (1475-† à Paris, janvier 1531)                                                                       | Giberto III Pio di Savoia (1455-† à Bologne, 26 septembre 1500) vend ses droits aux Este en septembre 1500.                                            | Giberto III Pio di Savoia (1455-† à Bologne, 26 septembre 1500) vend ses droits aux Este en septembre 1500.                                            | Giberto III Pio di Savoia (1455-† à Bologne, 26 septembre 1500) vend ses droits aux Este en septembre 1500.                                            | Giberto III Pio di Savoia (1455-† à Bologne, 26 septembre 1500) vend ses droits aux Este en septembre 1500.                                            | Giberto III Pio di Savoia (1455-† à Bologne, 26 septembre 1500) vend ses droits aux Este en septembre 1500.                                            | Giberto III Pio di Savoia (1455-† à Bologne, 26 septembre 1500) vend ses droits aux Este en septembre 1500.                                            | Giberto III Pio di Savoia (1455-† à Bologne, 26 septembre 1500) vend ses droits aux Este en septembre 1500.                                            | Giberto III Pio di Savoia (1455-† à Bologne, 26 septembre 1500) vend ses droits aux Este en septembre 1500.                                            | Giberto III Pio di Savoia (1455-† à Bologne, 26 septembre 1500) vend ses droits aux Este en septembre 1500.                                            | Giberto III Pio di Savoia (1455-† à Bologne, 26 septembre 1500) vend ses droits aux Este en septembre 1500.                                            | Giberto III Pio di Savoia (1455-† à Bologne, 26 septembre 1500) vend ses droits aux Este en septembre 1500.                                            | Giberto III Pio di Savoia (1455-† à Bologne, 26 septembre 1500) vend ses droits aux Este en septembre 1500.                                            | Giberto III Pio di Savoia (1455-† à Bologne, 26 septembre 1500) vend ses droits aux Este en septembre 1500.                                            | Giberto III Pio di Savoia (1455-† à Bologne, 26 septembre 1500) vend ses droits aux Este en septembre 1500.                                            | Giberto III Pio di Savoia (1455-† à Bologne, 26 septembre 1500) vend ses droits aux Este en septembre 1500.                                            | Giberto III Pio di Savoia (1455-† à Bologne, 26 septembre 1500) vend ses droits aux Este en septembre 1500.                                            | Giberto III Pio di Savoia (1455-† à Bologne, 26 septembre 1500) vend ses droits aux Este en septembre 1500.                                            | Giberto III Pio di Savoia (1455-† à Bologne, 26 septembre 1500) vend ses droits aux Este en septembre 1500.                                            | Giberto III Pio di Savoia (1455-† à Bologne, 26 septembre 1500) vend ses droits aux Este en septembre 1500.                                            | Giberto III Pio di Savoia (1455-† à Bologne, 26 septembre 1500) vend ses droits aux Este en septembre 1500.                                            | Giberto III Pio di Savoia (1455-† à Bologne, 26 septembre 1500) vend ses droits aux Este en septembre 1500.                                            | Giberto III Pio di Savoia (1455-† à Bologne, 26 septembre 1500) vend ses droits aux Este en septembre 1500.                                            | Giberto III Pio di Savoia (1455-† à Bologne, 26 septembre 1500) vend ses droits aux Este en septembre 1500.                                            | Giberto III Pio di Savoia (1455-† à Bologne, 26 septembre 1500) vend ses droits aux Este en septembre 1500.                                            | Giberto III Pio di Savoia (1455-† à Bologne, 26 septembre 1500) vend ses droits aux Este en septembre 1500.                                            |
| 1500-1527                       | Alberto III Pio di Savoia (1475-† à Paris, janvier 1531), seul seigneur. | Alberto III Pio di Savoia (1475-† à Paris, janvier 1531), seul seigneur. | Alberto III Pio di Savoia (1475-† à Paris, janvier 1531), seul seigneur. | Alberto III Pio di Savoia (1475-† à Paris, janvier 1531), seul seigneur. | Alberto III Pio di Savoia (1475-† à Paris, janvier 1531), seul seigneur. | Alberto III Pio di Savoia (1475-† à Paris, janvier 1531), seul seigneur. | Alberto III Pio di Savoia (1475-† à Paris, janvier 1531), seul seigneur. | Alberto III Pio di Savoia (1475-† à Paris, janvier 1531), seul seigneur. | Alberto III Pio di Savoia (1475-† à Paris, janvier 1531), seul seigneur. | Alberto III Pio di Savoia (1475-† à Paris, janvier 1531), seul seigneur. | Alberto III Pio di Savoia (1475-† à Paris, janvier 1531), seul seigneur. | Alberto III Pio di Savoia (1475-† à Paris, janvier 1531), seul seigneur. | Alberto III Pio di Savoia (1475-† à Paris, janvier 1531), seul seigneur. | Alberto III Pio di Savoia (1475-† à Paris, janvier 1531), seul seigneur. | Alberto III Pio di Savoia (1475-† à Paris, janvier 1531), seul seigneur. | Alberto III Pio di Savoia (1475-† à Paris, janvier 1531), seul seigneur. | Alberto III Pio di Savoia (1475-† à Paris, janvier 1531), seul seigneur. | Alberto III Pio di Savoia (1475-† à Paris, janvier 1531), seul seigneur.                                                           | Alberto III Pio di Savoia (1475-† à Paris, janvier 1531), seul seigneur.                                                           | Alberto III Pio di Savoia (1475-† à Paris, janvier 1531), seul seigneur.                                                           | Alberto III Pio di Savoia (1475-† à Paris, janvier 1531), seul seigneur.                                                       | Alberto III Pio di Savoia (1475-† à Paris, janvier 1531), seul seigneur.                                                       | Alberto III Pio di Savoia (1475-† à Paris, janvier 1531), seul seigneur.                                                       | Alberto III Pio di Savoia (1475-† à Paris, janvier 1531), seul seigneur.                                                       | Alberto III Pio di Savoia (1475-† à Paris, janvier 1531), seul seigneur.                                                       | Alberto III Pio di Savoia (1475-† à Paris, janvier 1531), seul seigneur.                                                                               | Alberto III Pio di Savoia (1475-† à Paris, janvier 1531), seul seigneur.                                                                               | Alberto III Pio di Savoia (1475-† à Paris, janvier 1531), seul seigneur.                                                                               | Alberto III Pio di Savoia (1475-† à Paris, janvier 1531), seul seigneur.                                                                               | Alberto III Pio di Savoia (1475-† à Paris, janvier 1531), seul seigneur.                                                                               | Alberto III Pio di Savoia (1475-† à Paris, janvier 1531), seul seigneur.                                                                               | Alberto III Pio di Savoia (1475-† à Paris, janvier 1531), seul seigneur.                                                                               | Alberto III Pio di Savoia (1475-† à Paris, janvier 1531), seul seigneur.                                                                               | Alberto III Pio di Savoia (1475-† à Paris, janvier 1531), seul seigneur.                                                                               | Alberto III Pio di Savoia (1475-† à Paris, janvier 1531), seul seigneur.                                                                               | Alberto III Pio di Savoia (1475-† à Paris, janvier 1531), seul seigneur.                                                                               | Alberto III Pio di Savoia (1475-† à Paris, janvier 1531), seul seigneur.                                                                               | Alberto III Pio di Savoia (1475-† à Paris, janvier 1531), seul seigneur.                                                                               | Alberto III Pio di Savoia (1475-† à Paris, janvier 1531), seul seigneur.                                                                               | Alberto III Pio di Savoia (1475-† à Paris, janvier 1531), seul seigneur.                                                                               | Alberto III Pio di Savoia (1475-† à Paris, janvier 1531), seul seigneur.                                                                               | Alberto III Pio di Savoia (1475-† à Paris, janvier 1531), seul seigneur.                                                                               | Alberto III Pio di Savoia (1475-† à Paris, janvier 1531), seul seigneur.                                                                               | Alberto III Pio di Savoia (1475-† à Paris, janvier 1531), seul seigneur.                                                                               | Alberto III Pio di Savoia (1475-† à Paris, janvier 1531), seul seigneur.                                                                               | Alberto III Pio di Savoia (1475-† à Paris, janvier 1531), seul seigneur.                                                                               | Alberto III Pio di Savoia (1475-† à Paris, janvier 1531), seul seigneur.                                                                               | Alberto III Pio di Savoia (1475-† à Paris, janvier 1531), seul seigneur.                                                                               | Alberto III Pio di Savoia (1475-† à Paris, janvier 1531), seul seigneur.                                                                               | Alberto III Pio di Savoia (1475-† à Paris, janvier 1531), seul seigneur.                                                                               |